# Lista över fornlämningar i Tranemo kommun
Lista över fornlämningar i Tranemo kommun är en förteckning av ett urval av de fornlämningar som finns i Tranemo kommun.

## Ambjörnarp
| Namn                         | Lämningstyp                 | Tillkomsttid | Historisk indelning       | Plats | Läge                 | ID-nr          | Bild                                 |
| ---------------------------- | --------------------------- | ------------ | ------------------------- | ----- | -------------------- | -------------- | ------------------------------------ |
| Ambjörnarp 2:1               | Stensättning                |              | Ambjörnarp, Västergötland |       | 57.383156, 13.230859 | 10162700020001 | Ladda upp en bild av detta fornminne |
| Ambjörnarp 5:1               | Röse                        |              | Ambjörnarp, Västergötland |       | 57.406049, 13.281533 | 10162700050001 | Ladda upp en bild av detta fornminne |
| Ambjörnarp 5:2               | Stensättning                |              | Ambjörnarp, Västergötland |       | 57.406189, 13.281376 | 10162700050002 | Ladda upp en bild av detta fornminne |
| Ambjörnarp 5:3               | Stensättning                |              | Ambjörnarp, Västergötland |       | 57.405798, 13.281001 | 10162700050003 | Ladda upp en bild av detta fornminne |
| Ambjörnarp 5:4               | Stensättning                |              | Ambjörnarp, Västergötland |       | 57.405760, 13.281248 | 10162700050004 | Ladda upp en bild av detta fornminne |
| Ambjörnarp 6:1               | Röse                        |              | Ambjörnarp, Västergötland |       | 57.408451, 13.275528 | 10162700060001 | Ladda upp en bild av detta fornminne |
| Ambjörnarp 7:1               | Röse                        |              | Ambjörnarp, Västergötland |       | 57.412094, 13.286022 | 10162700070001 | Ladda upp en bild av detta fornminne |
| Ambjörnarp 7:2               | Stensättning                |              | Ambjörnarp, Västergötland |       | 57.411842, 13.286242 | 10162700070002 | Ladda upp en bild av detta fornminne |
| Ambjörnarp 8:1               | Stensättning                |              | Ambjörnarp, Västergötland |       | 57.409787, 13.287602 | 10162700080001 | Ladda upp en bild av detta fornminne |
| Ambjörnarp 8:3               | Stensättning                |              | Ambjörnarp, Västergötland |       | 57.409415, 13.287658 | 10162700080003 | Ladda upp en bild av detta fornminne |
| Ambjörnarp 8:4               | Stensättning                |              | Ambjörnarp, Västergötland |       | 57.409195, 13.287638 | 10162700080004 | Ladda upp en bild av detta fornminne |
| Ambjörnarp 9:1               | Stenkammargrav              |              | Ambjörnarp, Västergötland |       | 57.412426, 13.287318 | 10162700090001 | Ladda upp en bild av detta fornminne |
| Ambjörnarp 10:1              | Stenkrets                   |              | Ambjörnarp, Västergötland |       | 57.417077, 13.284891 | 10162700100001 | Ladda upp en bild av detta fornminne |
| Ambjörnarp 10:2              | Stenkrets                   |              | Ambjörnarp, Västergötland |       | 57.417182, 13.284886 | 10162700100002 | Ladda upp en bild av detta fornminne |
| Ambjörnarp 11:1              | Stensättning                |              | Ambjörnarp, Västergötland |       | 57.417307, 13.283770 | 10162700110001 | Ladda upp en bild av detta fornminne |
| Bya käring (Ambjörnarp 12:1) | Grav markerad av sten/block |              | Ambjörnarp, Västergötland |       | 57.429503, 13.299972 | 10162700120001 | Ladda upp en bild av detta fornminne |
| Ambjörnarp 13:1              | Röse                        |              | Ambjörnarp, Västergötland |       | 57.414796, 13.281547 | 10162700130001 | Ladda upp en bild av detta fornminne |
| Ambjörnarp 13:2              | Stensättning                |              | Ambjörnarp, Västergötland |       | 57.414696, 13.281285 | 10162700130002 | Ladda upp en bild av detta fornminne |
| Ambjörnarp 14:1              | Röse                        |              | Ambjörnarp, Västergötland |       | 57.429451, 13.296279 | 10162700140001 | Ladda upp en bild av detta fornminne |
| Ambjörnarp 14:2              | Röse                        |              | Ambjörnarp, Västergötland |       | 57.429600, 13.295721 | 10162700140002 | Ladda upp en bild av detta fornminne |
| Ambjörnarp 16:1              | Stensättning                |              | Ambjörnarp, Västergötland |       | 57.430668, 13.297589 | 10162700160001 | Ladda upp en bild av detta fornminne |
| Ambjörnarp 16:2              | Stensättning                |              | Ambjörnarp, Västergötland |       | 57.430656, 13.297817 | 10162700160002 | Ladda upp en bild av detta fornminne |
| Ambjörnarp 16:3              | Stensättning                |              | Ambjörnarp, Västergötland |       | 57.430553, 13.297763 | 10162700160003 | Ladda upp en bild av detta fornminne |
| Ambjörnarp 16:4              | Stensättning                |              | Ambjörnarp, Västergötland |       | 57.430546, 13.297580 | 10162700160004 | Ladda upp en bild av detta fornminne |
| Ambjörnarp 19:1              | Stensättning                |              | Ambjörnarp, Västergötland |       | 57.433282, 13.297967 | 10162700190001 | Ladda upp en bild av detta fornminne |
| Ambjörnarp 20:1              | Röse                        |              | Ambjörnarp, Västergötland |       | 57.443314, 13.302821 | 10162700200001 | Ladda upp en bild av detta fornminne |
| Ambjörnarp 20:2              | Röse                        |              | Ambjörnarp, Västergötland |       | 57.443657, 13.302323 | 10162700200002 | Ladda upp en bild av detta fornminne |
| Ambjörnarp 21:1              | Stensättning                |              | Ambjörnarp, Västergötland |       | 57.440129, 13.303048 | 10162700210001 | Ladda upp en bild av detta fornminne |
| Ambjörnarp 22:1              | Stensättning                |              | Ambjörnarp, Västergötland |       | 57.435126, 13.299221 | 10162700220001 | Ladda upp en bild av detta fornminne |
| Ambjörnarp 22:2              | Stensättning                |              | Ambjörnarp, Västergötland |       | 57.435273, 13.299395 | 10162700220002 | Ladda upp en bild av detta fornminne |
| Ambjörnarp 23:1              | Stensättning                |              | Ambjörnarp, Västergötland |       | 57.435525, 13.300123 | 10162700230001 | Ladda upp en bild av detta fornminne |
| Ambjörnarp 27:1              | Röse                        |              | Ambjörnarp, Västergötland |       | 57.452622, 13.314624 | 10162700270001 | Ladda upp en bild av detta fornminne |
| Ambjörnarp 29:1              | Grav markerad av sten/block |              | Ambjörnarp, Västergötland |       | 57.391029, 13.343870 | 10162700290001 | Ladda upp en bild av detta fornminne |
| Ambjörnarp 29:2              | Grav markerad av sten/block |              | Ambjörnarp, Västergötland |       | 57.390999, 13.344008 | 10162700290002 | Ladda upp en bild av detta fornminne |
| Ambjörnarp 30:1              | Gravfält                    |              | Ambjörnarp, Västergötland |       | 57.425244, 13.321503 | 10162700300001 | Ladda upp en bild av detta fornminne |
| Ambjörnarp 31:1              | Stensättning                |              | Ambjörnarp, Västergötland |       | 57.444372, 13.305018 | 10162700310001 | Ladda upp en bild av detta fornminne |
| Ambjörnarp 32:1              | Stensättning                |              | Ambjörnarp, Västergötland |       | 57.395201, 13.412990 | 10162700320001 | Ladda upp en bild av detta fornminne |
| Ambjörnarp 32:2              | Stensättning                |              | Ambjörnarp, Västergötland |       | 57.395142, 13.413154 | 10162700320002 | Ladda upp en bild av detta fornminne |
| Ambjörnarp 34:1              | Röse                        |              | Ambjörnarp, Västergötland |       | 57.436270, 13.300306 | 10162700340001 | Ladda upp en bild av detta fornminne |
| Ambjörnarp 34:2              | Stensättning                |              | Ambjörnarp, Västergötland |       | 57.436121, 13.300132 | 10162700340002 | Ladda upp en bild av detta fornminne |
| Ambjörnarp 35:1              | Stensättning                |              | Ambjörnarp, Västergötland |       | 57.427214, 13.285212 | 10162700350001 | Ladda upp en bild av detta fornminne |
| Ambjörnarp 39:1              | Röse                        |              | Ambjörnarp, Västergötland |       | 57.447230, 13.307366 | 10162700390001 | Ladda upp en bild av detta fornminne |
| Ambjörnarp 46:1              | Stensättning                |              | Ambjörnarp, Västergötland |       | 57.395831, 13.414589 | 10162700460001 | Ladda upp en bild av detta fornminne |
| Ambjörnarp 67:1              | Stensättning                |              | Ambjörnarp, Västergötland |       | 57.439219, 13.301649 | 10162700670001 | Ladda upp en bild av detta fornminne |
| Ambjörnarp 67:2              | Stensättning                |              | Ambjörnarp, Västergötland |       | 57.439474, 13.301643 | 10162700670002 | Ladda upp en bild av detta fornminne |
| Ambjörnarp 67:3              | Stensättning                |              | Ambjörnarp, Västergötland |       | 57.439227, 13.301202 | 10162700670003 | Ladda upp en bild av detta fornminne |
| Ambjörnarp 68:1              | Stensättning                |              | Ambjörnarp, Västergötland |       | 57.442524, 13.299835 | 10162700680001 | Ladda upp en bild av detta fornminne |
| Ambjörnarp 71:1              | Stensättning                |              | Ambjörnarp, Västergötland |       | 57.430753, 13.293707 | 10162700710001 | Ladda upp en bild av detta fornminne |
| Ambjörnarp 71:2              | Stensättning                |              | Ambjörnarp, Västergötland |       | 57.430645, 13.293704 | 10162700710002 | Ladda upp en bild av detta fornminne |
| Ambjörnarp 72:1              | Stensättning                |              | Ambjörnarp, Västergötland |       | 57.430362, 13.288862 | 10162700720001 | Ladda upp en bild av detta fornminne |
| Ambjörnarp 76:1              | Stensättning                |              | Ambjörnarp, Västergötland |       | 57.429771, 13.278913 | 10162700760001 | Ladda upp en bild av detta fornminne |
| Ambjörnarp 76:2              | Stenkrets                   |              | Ambjörnarp, Västergötland |       | 57.429648, 13.279069 | 10162700760002 | Ladda upp en bild av detta fornminne |
| Ambjörnarp 81:1              | Stensättning                |              | Ambjörnarp, Västergötland |       | 57.413770, 13.283196 | 10162700810001 | Ladda upp en bild av detta fornminne |
| Ambjörnarp 82:1              | Stensättning                |              | Ambjörnarp, Västergötland |       | 57.415164, 13.283739 | 10162700820001 | Ladda upp en bild av detta fornminne |
| Ambjörnarp 85:1              | Stensättning                |              | Ambjörnarp, Västergötland |       | 57.407327, 13.286953 | 10162700850001 | Ladda upp en bild av detta fornminne |
| Ambjörnarp 85:2              | Stensättning                |              | Ambjörnarp, Västergötland |       | 57.407221, 13.286951 | 10162700850002 | Ladda upp en bild av detta fornminne |
| Ambjörnarp 86:1              | Stensättning                |              | Ambjörnarp, Västergötland |       | 57.406768, 13.286877 | 10162700860001 | Ladda upp en bild av detta fornminne |
| Ambjörnarp 86:2              | Stensättning                |              | Ambjörnarp, Västergötland |       | 57.406690, 13.286693 | 10162700860002 | Ladda upp en bild av detta fornminne |
| Ambjörnarp 89:1              | Stensättning                |              | Ambjörnarp, Västergötland |       | 57.398524, 13.271478 | 10162700890001 | Ladda upp en bild av detta fornminne |
| Ambjörnarp 109:1             | Stensättning                |              | Ambjörnarp, Västergötland |       | 57.446387, 13.306470 | 10162701090001 | Ladda upp en bild av detta fornminne |
| Ambjörnarp 130:3             | Stenkrets                   |              | Ambjörnarp, Västergötland |       | 57.408364, 13.287434 | 10162701300003 | Ladda upp en bild av detta fornminne |

## Dalstorp
| Namn                     | Lämningstyp      | Tillkomsttid | Historisk indelning     | Plats | Läge                 | ID-nr          | Bild                                 |
| ------------------------ | ---------------- | ------------ | ----------------------- | ----- | -------------------- | -------------- | ------------------------------------ |
| Dalstorp 1:1             | Röse             |              | Dalstorp, Västergötland |       | 57.638310, 13.568867 | 10164800010001 | Ladda upp en bild av detta fornminne |
| Dalstorp 1:2             | Stensättning     |              | Dalstorp, Västergötland |       | 57.638125, 13.568335 | 10164800010002 | Ladda upp en bild av detta fornminne |
| Dalstorp 2:1             | Stensättning     |              | Dalstorp, Västergötland |       | 57.638027, 13.567513 | 10164800020001 | Ladda upp en bild av detta fornminne |
| Dalstorp 3:1             | Röse             |              | Dalstorp, Västergötland |       | 57.636887, 13.566969 | 10164800030001 | Ladda upp en bild av detta fornminne |
| Dalstorp 4:1             | Röse             |              | Dalstorp, Västergötland |       | 57.635890, 13.566368 | 10164800040001 | Ladda upp en bild av detta fornminne |
| Dalstorp 5:1             | Röse             |              | Dalstorp, Västergötland |       | 57.635105, 13.567135 | 10164800050001 | Ladda upp en bild av detta fornminne |
| Dalstorp 5:2             | Röse             |              | Dalstorp, Västergötland |       | 57.634957, 13.566995 | 10164800050002 | Ladda upp en bild av detta fornminne |
| Dalstorp 5:3             | Röse             |              | Dalstorp, Västergötland |       | 57.634947, 13.566249 | 10164800050003 | Ladda upp en bild av detta fornminne |
| Dalstorp 6:1             | Röse             |              | Dalstorp, Västergötland |       | 57.634461, 13.566078 | 10164800060001 | Ladda upp en bild av detta fornminne |
| Dalstorp 6:2             | Stensättning     |              | Dalstorp, Västergötland |       | 57.634604, 13.566228 | 10164800060002 | Ladda upp en bild av detta fornminne |
| Dalstorp 6:3             | Röse             |              | Dalstorp, Västergötland |       | 57.634722, 13.565421 | 10164800060003 | Ladda upp en bild av detta fornminne |
| Dalstorp 7:1             | Röse             |              | Dalstorp, Västergötland |       | 57.634464, 13.563559 | 10164800070001 | Ladda upp en bild av detta fornminne |
| Dalstorp 8:1             | Stensättning     |              | Dalstorp, Västergötland |       | 57.635089, 13.564037 | 10164800080001 | Ladda upp en bild av detta fornminne |
| Dalstorp 8:2             | Röse             |              | Dalstorp, Västergötland |       | 57.634811, 13.564696 | 10164800080002 | Ladda upp en bild av detta fornminne |
| Dalstorp 9:1             | Röse             |              | Dalstorp, Västergötland |       | 57.632921, 13.564864 | 10164800090001 | Ladda upp en bild av detta fornminne |
| Dalstorp 10:1            | Röse             |              | Dalstorp, Västergötland |       | 57.632518, 13.566038 | 10164800100001 | Ladda upp en bild av detta fornminne |
| Dalstorp 11:1            | Gravfält         |              | Dalstorp, Västergötland |       | 57.637429, 13.571287 | 10164800110001 | Ladda upp en bild av detta fornminne |
| Dalstorp 12:1            | Röse             |              | Dalstorp, Västergötland |       | 57.637188, 13.569937 | 10164800120001 | Ladda upp en bild av detta fornminne |
| Dalstorp 13:2            | Stensättning     |              | Dalstorp, Västergötland |       | 57.636749, 13.570973 | 10164800130002 | Ladda upp en bild av detta fornminne |
| Dalstorp 14:1            | Stensättning     |              | Dalstorp, Västergötland |       | 57.637215, 13.565012 | 10164800140001 | Ladda upp en bild av detta fornminne |
| Dalstorp 14:2            | Stensättning     |              | Dalstorp, Västergötland |       | 57.637214, 13.565270 | 10164800140002 | Ladda upp en bild av detta fornminne |
| Dalstorp 14:3            | Stensättning     |              | Dalstorp, Västergötland |       | 57.637091, 13.564881 | 10164800140003 | Ladda upp en bild av detta fornminne |
| Dalstorp 15:1            | Röse             |              | Dalstorp, Västergötland |       | 57.635009, 13.559667 | 10164800150001 | Ladda upp en bild av detta fornminne |
| Dalstorp 15:2            | Röse             |              | Dalstorp, Västergötland |       | 57.634821, 13.559845 | 10164800150002 | Ladda upp en bild av detta fornminne |
| Dalstorp 16:1            | Röse             |              | Dalstorp, Västergötland |       | 57.632393, 13.554061 | 10164800160001 | Ladda upp en bild av detta fornminne |
| Dalstorp 16:2            | Röse             |              | Dalstorp, Västergötland |       | 57.632146, 13.553988 | 10164800160002 | Ladda upp en bild av detta fornminne |
| Dalstorp 17:1            | Röse             |              | Dalstorp, Västergötland |       | 57.630637, 13.554935 | 10164800170001 | Ladda upp en bild av detta fornminne |
| Dalstorp 17:2            | Röse             |              | Dalstorp, Västergötland |       | 57.630406, 13.554764 | 10164800170002 | Ladda upp en bild av detta fornminne |
| Dalstorp 17:3            | Stensättning     |              | Dalstorp, Västergötland |       | 57.630475, 13.555028 | 10164800170003 | Ladda upp en bild av detta fornminne |
| Dalstorp 17:4            | Stensättning     |              | Dalstorp, Västergötland |       | 57.631013, 13.554677 | 10164800170004 | Ladda upp en bild av detta fornminne |
| Dalstorp 18:1            | Stensättning     |              | Dalstorp, Västergötland |       | 57.627002, 13.553844 | 10164800180001 | Ladda upp en bild av detta fornminne |
| Dalstorp 19:1            | Stensättning     |              | Dalstorp, Västergötland |       | 57.629070, 13.554533 | 10164800190001 | Ladda upp en bild av detta fornminne |
| Dalstorp 20:1            | Stensättning     |              | Dalstorp, Västergötland |       | 57.627464, 13.552616 | 10164800200001 | Ladda upp en bild av detta fornminne |
| Dalstorp 21:1            | Röse             |              | Dalstorp, Västergötland |       | 57.628082, 13.552545 | 10164800210001 | Ladda upp en bild av detta fornminne |
| Dalstorp 21:2            | Röse             |              | Dalstorp, Västergötland |       | 57.628393, 13.551972 | 10164800210002 | Ladda upp en bild av detta fornminne |
| Dalstorp 22:1            | Röse             |              | Dalstorp, Västergötland |       | 57.627542, 13.551551 | 10164800220001 | Ladda upp en bild av detta fornminne |
| Dalstorp 22:2            | Röse             |              | Dalstorp, Västergötland |       | 57.627803, 13.551693 | 10164800220002 | Ladda upp en bild av detta fornminne |
| Dalstorp 22:3            | Röse             |              | Dalstorp, Västergötland |       | 57.627868, 13.550853 | 10164800220003 | Ladda upp en bild av detta fornminne |
| Dalstorp 22:4            | Röse             |              | Dalstorp, Västergötland |       | 57.627545, 13.550415 | 10164800220004 | Ladda upp en bild av detta fornminne |
| Dalstorp 23:1            | Röse             |              | Dalstorp, Västergötland |       | 57.626365, 13.548180 | 10164800230001 | Ladda upp en bild av detta fornminne |
| Dalstorp 24:1            | Röse             |              | Dalstorp, Västergötland |       | 57.625235, 13.544870 | 10164800240001 | Ladda upp en bild av detta fornminne |
| Dalstorp 24:2            | Röse             |              | Dalstorp, Västergötland |       | 57.625301, 13.543925 | 10164800240002 | Ladda upp en bild av detta fornminne |
| Dalstorp 26:1            | Röse             |              | Dalstorp, Västergötland |       | 57.636691, 13.575237 | 10164800260001 | Ladda upp en bild av detta fornminne |
| Dalstorp 27:1            | Röse             |              | Dalstorp, Västergötland |       | 57.636262, 13.573934 | 10164800270001 | Ladda upp en bild av detta fornminne |
| Dalstorp 27:2            | Stensättning     |              | Dalstorp, Västergötland |       | 57.636013, 13.574273 | 10164800270002 | Ladda upp en bild av detta fornminne |
| Dalstorp 28:1            | Gravfält         |              | Dalstorp, Västergötland |       | 57.629053, 13.564642 | 10164800280001 | Ladda upp en bild av detta fornminne |
| Dalstorp 29:1            | Stensättning     |              | Dalstorp, Västergötland |       | 57.629331, 13.563163 | 10164800290001 | Ladda upp en bild av detta fornminne |
| Dalstorp 29:2            | Stensättning     |              | Dalstorp, Västergötland |       | 57.629231, 13.563017 | 10164800290002 | Ladda upp en bild av detta fornminne |
| Dalstorp 29:3            | Stensättning     |              | Dalstorp, Västergötland |       | 57.629198, 13.562845 | 10164800290003 | Ladda upp en bild av detta fornminne |
| Dalstorp 30:1            | Stensättning     |              | Dalstorp, Västergötland |       | 57.627467, 13.558393 | 10164800300001 | Ladda upp en bild av detta fornminne |
| Dalstorp 31:1            | Gravfält         |              | Dalstorp, Västergötland |       | 57.626777, 13.557131 | 10164800310001 | Ladda upp en bild av detta fornminne |
| Dalstorp 32:1            | Röse             |              | Dalstorp, Västergötland |       | 57.621246, 13.540487 | 10164800320001 | Ladda upp en bild av detta fornminne |
| Dalstorp 33:1            | Röse             |              | Dalstorp, Västergötland |       | 57.620283, 13.540253 | 10164800330001 | Ladda upp en bild av detta fornminne |
| Dalstorp 34:1            | Borg             |              | Dalstorp, Västergötland |       | 57.624163, 13.521154 | 10164800340001 | Ladda upp en bild av detta fornminne |
| Dalstorp 36:101          | Gravfält         |              | Dalstorp, Västergötland |       | 57.619714, 13.514466 | 10164800360101 | Ladda upp en bild av detta fornminne |
| Dalstorp 36:201          | Gravfält         |              | Dalstorp, Västergötland |       | 57.619389, 13.515212 | 10164800360201 | Ladda upp en bild av detta fornminne |
| Dalstorp 40:1            | Gravfält         |              | Dalstorp, Västergötland |       | 57.644211, 13.533014 | 10164800400001 | Ladda upp en bild av detta fornminne |
| Dalstorp 42:1            | Röse             |              | Dalstorp, Västergötland |       | 57.646347, 13.540098 | 10164800420001 | Ladda upp en bild av detta fornminne |
| Dalstorp 42:2            | Röse             |              | Dalstorp, Västergötland |       | 57.645951, 13.539619 | 10164800420002 | Ladda upp en bild av detta fornminne |
| Dalstorp 43:1            | Röse             |              | Dalstorp, Västergötland |       | 57.652798, 13.537324 | 10164800430001 | Ladda upp en bild av detta fornminne |
| Dalstorp 44:1            | Stensättning     |              | Dalstorp, Västergötland |       | 57.652226, 13.540532 | 10164800440001 | Ladda upp en bild av detta fornminne |
| Dalstorp 45:1            | Stensättning     |              | Dalstorp, Västergötland |       | 57.651074, 13.540178 | 10164800450001 | Ladda upp en bild av detta fornminne |
| Dalstorp 47:1            | Röse             |              | Dalstorp, Västergötland |       | 57.650785, 13.535364 | 10164800470001 | Ladda upp en bild av detta fornminne |
| Dalstorp 47:2            | Röse             |              | Dalstorp, Västergötland |       | 57.650676, 13.535260 | 10164800470002 | Ladda upp en bild av detta fornminne |
| Dalstorp 48:1            | Röse             |              | Dalstorp, Västergötland |       | 57.645471, 13.527259 | 10164800480001 | Ladda upp en bild av detta fornminne |
| Dalstorp 49:1            | Gravfält         |              | Dalstorp, Västergötland |       | 57.614589, 13.511992 | 10164800490001 | Ladda upp en bild av detta fornminne |
| Dalstorp 50:1            | Röse             |              | Dalstorp, Västergötland |       | 57.614207, 13.551153 | 10164800500001 | Ladda upp en bild av detta fornminne |
| Dalstorp 51:1            | Röse             |              | Dalstorp, Västergötland |       | 57.613824, 13.548745 | 10164800510001 | Ladda upp en bild av detta fornminne |
| Dalstorp 52:1            | Röse             |              | Dalstorp, Västergötland |       | 57.607771, 13.541435 | 10164800520001 | Ladda upp en bild av detta fornminne |
| Dalstorp 53:1            | Stensättning     |              | Dalstorp, Västergötland |       | 57.604496, 13.535107 | 10164800530001 | Ladda upp en bild av detta fornminne |
| Höga rör (Dalstorp 54:1) | Röse             |              | Dalstorp, Västergötland |       | 57.602944, 13.533853 | 10164800540001 | Ladda upp en bild av detta fornminne |
| Dalstorp 55:1            | Röse             |              | Dalstorp, Västergötland |       | 57.610429, 13.533762 | 10164800550001 | Ladda upp en bild av detta fornminne |
| Dalstorp 56:1            | Röse             |              | Dalstorp, Västergötland |       | 57.600527, 13.530468 | 10164800560001 | Ladda upp en bild av detta fornminne |
| Dalstorp 59:1            | Röse             |              | Dalstorp, Västergötland |       | 57.597060, 13.521950 | 10164800590001 | Ladda upp en bild av detta fornminne |
| Dalstorp 62:1            | Stensättning     |              | Dalstorp, Västergötland |       | 57.604911, 13.521344 | 10164800620001 | Ladda upp en bild av detta fornminne |
| Dalstorp 63:1            | Stensättning     |              | Dalstorp, Västergötland |       | 57.603297, 13.518654 | 10164800630001 | Ladda upp en bild av detta fornminne |
| Dalstorp 65:1            | Stensättning     |              | Dalstorp, Västergötland |       | 57.612179, 13.502105 | 10164800650001 | Ladda upp en bild av detta fornminne |
| Dalstorp 66:1            | Stensättning     |              | Dalstorp, Västergötland |       | 57.615361, 13.498879 | 10164800660001 | Ladda upp en bild av detta fornminne |
| Dalstorp 67:1            | Stensättning     |              | Dalstorp, Västergötland |       | 57.616844, 13.498555 | 10164800670001 | Ladda upp en bild av detta fornminne |
| Dalstorp 69:1            | Röse             |              | Dalstorp, Västergötland |       | 57.637933, 13.497958 | 10164800690001 | Ladda upp en bild av detta fornminne |
| Dalstorp 70:1            | Begravningsplats |              | Dalstorp, Västergötland |       | 57.610291, 13.512142 | 10164800700001 | Ladda upp en bild av detta fornminne |
| Dalstorp 70:2            | Kyrka/kapell     |              | Dalstorp, Västergötland |       | 57.610500, 13.512154 | 10164800700002 | Ladda upp en bild av detta fornminne |
| Dalstorp 71:1            | Gravfält         |              | Dalstorp, Västergötland |       | 57.607565, 13.514673 | 10164800710001 | Ladda upp en bild av detta fornminne |
| Dalstorp 72:1            | Röse             |              | Dalstorp, Västergötland |       | 57.589967, 13.544333 | 10164800720001 | Ladda upp en bild av detta fornminne |
| Dalstorp 73:1            | Stensättning     |              | Dalstorp, Västergötland |       | 57.590303, 13.538449 | 10164800730001 | Ladda upp en bild av detta fornminne |
| Dalstorp 74:1            | Stensättning     |              | Dalstorp, Västergötland |       | 57.591039, 13.538022 | 10164800740001 | Ladda upp en bild av detta fornminne |
| Dalstorp 74:2            | Stensättning     |              | Dalstorp, Västergötland |       | 57.591140, 13.538094 | 10164800740002 | Ladda upp en bild av detta fornminne |
| Dalstorp 74:3            | Stensättning     |              | Dalstorp, Västergötland |       | 57.591242, 13.538196 | 10164800740003 | Ladda upp en bild av detta fornminne |
| Dalstorp 74:4            | Stensättning     |              | Dalstorp, Västergötland |       | 57.591340, 13.538221 | 10164800740004 | Ladda upp en bild av detta fornminne |
| Dalstorp 75:1            | Röse             |              | Dalstorp, Västergötland |       | 57.592768, 13.531839 | 10164800750001 | Ladda upp en bild av detta fornminne |
| Dalstorp 76:1            | Stensättning     |              | Dalstorp, Västergötland |       | 57.592918, 13.535301 | 10164800760001 | Ladda upp en bild av detta fornminne |
| Dalstorp 76:2            | Stensättning     |              | Dalstorp, Västergötland |       | 57.592790, 13.535163 | 10164800760002 | Ladda upp en bild av detta fornminne |
| Dalstorp 76:3            | Stensättning     |              | Dalstorp, Västergötland |       | 57.592684, 13.535242 | 10164800760003 | Ladda upp en bild av detta fornminne |
| Dalstorp 78:1            | Röse             |              | Dalstorp, Västergötland |       | 57.592767, 13.536542 | 10164800780001 | Ladda upp en bild av detta fornminne |
| Dalstorp 78:2            | Stensättning     |              | Dalstorp, Västergötland |       | 57.592637, 13.536753 | 10164800780002 | Ladda upp en bild av detta fornminne |
| Dalstorp 79:1            | Hög              |              | Dalstorp, Västergötland |       | 57.590433, 13.526509 | 10164800790001 | Ladda upp en bild av detta fornminne |
| Dalstorp 79:2            | Stensättning     |              | Dalstorp, Västergötland |       | 57.590365, 13.526388 | 10164800790002 | Ladda upp en bild av detta fornminne |
| Dalstorp 79:3            | Stensättning     |              | Dalstorp, Västergötland |       | 57.590176, 13.526715 | 10164800790003 | Ladda upp en bild av detta fornminne |
| Dalstorp 79:4            | Hög              |              | Dalstorp, Västergötland |       | 57.590080, 13.526559 | 10164800790004 | Ladda upp en bild av detta fornminne |
| Dalstorp 79:5            | Hög              |              | Dalstorp, Västergötland |       | 57.589759, 13.526662 | 10164800790005 | Ladda upp en bild av detta fornminne |
| Dalstorp 79:6            | Gravfält         |              | Dalstorp, Västergötland |       | 57.589290, 13.526525 | 10164800790006 | Ladda upp en bild av detta fornminne |
| Dalstorp 79:7            | Gravfält         |              | Dalstorp, Västergötland |       | 57.589523, 13.527290 | 10164800790007 | Ladda upp en bild av detta fornminne |
| Dalstorp 80:1            | Röse             |              | Dalstorp, Västergötland |       | 57.591058, 13.523591 | 10164800800001 | Ladda upp en bild av detta fornminne |
| Dalstorp 81:1            | Hög              |              | Dalstorp, Västergötland |       | 57.586943, 13.524584 | 10164800810001 | Ladda upp en bild av detta fornminne |
| Dalstorp 82:1            | Stenkammargrav   |              | Dalstorp, Västergötland |       | 57.589866, 13.535146 | 10164800820001 | Ladda upp en bild av detta fornminne |
| Dalstorp 83:1            | Röse             |              | Dalstorp, Västergötland |       | 57.623602, 13.555717 | 10164800830001 | Ladda upp en bild av detta fornminne |
| Dalstorp 85:1            | Stensättning     |              | Dalstorp, Västergötland |       | 57.612678, 13.502572 | 10164800850001 | Ladda upp en bild av detta fornminne |
| Dalstorp 85:2            | Hög              |              | Dalstorp, Västergötland |       | 57.612624, 13.502365 | 10164800850002 | Ladda upp en bild av detta fornminne |
| Dalstorp 86:1            | Stensättning     |              | Dalstorp, Västergötland |       | 57.623287, 13.503990 | 10164800860001 | Ladda upp en bild av detta fornminne |
| Dalstorp 87:1            | Stensättning     |              | Dalstorp, Västergötland |       | 57.595580, 13.529974 | 10164800870001 | Ladda upp en bild av detta fornminne |
| Dalstorp 87:2            | Stensättning     |              | Dalstorp, Västergötland |       | 57.595589, 13.530171 | 10164800870002 | Ladda upp en bild av detta fornminne |
| Dalstorp 87:3            | Stensättning     |              | Dalstorp, Västergötland |       | 57.595597, 13.530388 | 10164800870003 | Ladda upp en bild av detta fornminne |
| Dalstorp 87:4            | Stenkammargrav   |              | Dalstorp, Västergötland |       | 57.595539, 13.530605 | 10164800870004 | Ladda upp en bild av detta fornminne |
| Dalstorp 89:1            | Stensättning     |              | Dalstorp, Västergötland |       | 57.599120, 13.517566 | 10164800890001 | Ladda upp en bild av detta fornminne |
| Dalstorp 89:2            | Stensättning     |              | Dalstorp, Västergötland |       | 57.598983, 13.517583 | 10164800890002 | Ladda upp en bild av detta fornminne |
| Dalstorp 102:1           | Stensättning     |              | Dalstorp, Västergötland |       | 57.600843, 13.510170 | 10164801020001 | Ladda upp en bild av detta fornminne |
| Dalstorp 103:1           | Stensättning     |              | Dalstorp, Västergötland |       | 57.597654, 13.509970 | 10164801030001 | Ladda upp en bild av detta fornminne |
| Dalstorp 109:1           | Stensättning     |              | Dalstorp, Västergötland |       | 57.626671, 13.548474 | 10164801090001 | Ladda upp en bild av detta fornminne |
| Dalstorp 114:1           | Stensättning     |              | Dalstorp, Västergötland |       | 57.650362, 13.527301 | 10164801140001 | Ladda upp en bild av detta fornminne |
| Dalstorp 116:1           | Hög              |              | Dalstorp, Västergötland |       | 57.621891, 13.515199 | 10164801160001 | Ladda upp en bild av detta fornminne |
| Dalstorp 117:1           | Stensättning     |              | Dalstorp, Västergötland |       | 57.631462, 13.554783 | 10164801170001 | Ladda upp en bild av detta fornminne |
| Dalstorp 142:1           | Gravfält         |              | Dalstorp, Västergötland |       | 57.606510, 13.516368 | 10164801420001 | Ladda upp en bild av detta fornminne |

## Hulared
| Namn         | Lämningstyp                 | Tillkomsttid | Historisk indelning    | Plats | Läge                 | ID-nr          | Bild                                 |
| ------------ | --------------------------- | ------------ | ---------------------- | ----- | -------------------- | -------------- | ------------------------------------ |
| Hulared 3:1  | Röse                        |              | Hulared, Västergötland |       | 57.592783, 13.415277 | 10169200030001 | Ladda upp en bild av detta fornminne |
| Hulared 4:1  | Röse                        |              | Hulared, Västergötland |       | 57.591848, 13.414524 | 10169200040001 | Ladda upp en bild av detta fornminne |
| Hulared 5:1  | Röse                        |              | Hulared, Västergötland |       | 57.594612, 13.413540 | 10169200050001 | Ladda upp en bild av detta fornminne |
| Hulared 6:1  | Röse                        |              | Hulared, Västergötland |       | 57.594910, 13.415145 | 10169200060001 | Ladda upp en bild av detta fornminne |
| Hulared 10:1 | Fornborg                    |              | Hulared, Västergötland |       | 57.589735, 13.435901 | 10169200100001 | Ladda upp en bild av detta fornminne |
| Hulared 13:1 | Röse                        |              | Hulared, Västergötland |       | 57.582048, 13.450664 | 10169200130001 | Ladda upp en bild av detta fornminne |
| Hulared 13:2 | Stensättning                |              | Hulared, Västergötland |       | 57.581999, 13.450902 | 10169200130002 | Ladda upp en bild av detta fornminne |
| Hulared 14:1 | Röse                        |              | Hulared, Västergötland |       | 57.582248, 13.453654 | 10169200140001 | Ladda upp en bild av detta fornminne |
| Hulared 14:2 | Röse                        |              | Hulared, Västergötland |       | 57.582396, 13.453981 | 10169200140002 | Ladda upp en bild av detta fornminne |
| Hulared 15:1 | Gravfält                    |              | Hulared, Västergötland |       | 57.590318, 13.437082 | 10169200150001 | Ladda upp en bild av detta fornminne |
| Hulared 16:1 | Grav markerad av sten/block |              | Hulared, Västergötland |       | 57.590692, 13.436110 | 10169200160001 | Ladda upp en bild av detta fornminne |
| Hulared 16:2 | Grav markerad av sten/block |              | Hulared, Västergötland |       | 57.590721, 13.436235 | 10169200160002 | Ladda upp en bild av detta fornminne |
| Hulared 17:1 | Stensättning                |              | Hulared, Västergötland |       | 57.590524, 13.451512 | 10169200170001 | Ladda upp en bild av detta fornminne |
| Hulared 19:1 | Gravfält                    |              | Hulared, Västergötland |       | 57.613547, 13.416685 | 10169200190001 | Ladda upp en bild av detta fornminne |
| Hulared 20:1 | Gravfält                    |              | Hulared, Västergötland |       | 57.592503, 13.421790 | 10169200200001 | Ladda upp en bild av detta fornminne |
| Hulared 21:1 | Gravfält                    |              | Hulared, Västergötland |       | 57.586534, 13.444367 | 10169200210001 | Ladda upp en bild av detta fornminne |
| Hulared 22:1 | Gravfält                    |              | Hulared, Västergötland |       | 57.585635, 13.444555 | 10169200220001 | Ladda upp en bild av detta fornminne |
| Hulared 26:1 | Röse                        |              | Hulared, Västergötland |       | 57.581237, 13.457332 | 10169200260001 | Ladda upp en bild av detta fornminne |
| Hulared 33:1 | Stensättning                |              | Hulared, Västergötland |       | 57.595521, 13.455983 | 10169200330001 | Ladda upp en bild av detta fornminne |
| Hulared 33:2 | Grav markerad av sten/block |              | Hulared, Västergötland |       | 57.595635, 13.455905 | 10169200330002 | Ladda upp en bild av detta fornminne |
| Hulared 50:1 | Röse                        |              | Hulared, Västergötland |       | 57.589804, 13.414948 | 10169200500001 | Ladda upp en bild av detta fornminne |
| Hulared 51:1 | Röse                        |              | Hulared, Västergötland |       | 57.615679, 13.421906 | 10169200510001 | Ladda upp en bild av detta fornminne |
| Hulared 52:1 | Stensättning                |              | Hulared, Västergötland |       | 57.574184, 13.394025 | 10169200520001 | Ladda upp en bild av detta fornminne |

## Ljungsarp
| Namn            | Lämningstyp                 | Tillkomsttid | Historisk indelning      | Plats | Läge                 | ID-nr          | Bild                                 |
| --------------- | --------------------------- | ------------ | ------------------------ | ----- | -------------------- | -------------- | ------------------------------------ |
| Ljungsarp 2:1   | Gravfält                    |              | Ljungsarp, Västergötland |       | 57.518132, 13.560805 | 10172600020001 | Ladda upp en bild av detta fornminne |
| Ljungsarp 5:1   | Stensättning                |              | Ljungsarp, Västergötland |       | 57.593408, 13.600605 | 10172600050001 | Ladda upp en bild av detta fornminne |
| Ljungsarp 6:1   | Röse                        |              | Ljungsarp, Västergötland |       | 57.592598, 13.603797 | 10172600060001 | Ladda upp en bild av detta fornminne |
| Ljungsarp 6:2   | Röse                        |              | Ljungsarp, Västergötland |       | 57.592807, 13.603928 | 10172600060002 | Ladda upp en bild av detta fornminne |
| Ljungsarp 6:3   | Stensättning                |              | Ljungsarp, Västergötland |       | 57.592961, 13.603797 | 10172600060003 | Ladda upp en bild av detta fornminne |
| Ljungsarp 7:1   | Stensättning                |              | Ljungsarp, Västergötland |       | 57.595883, 13.606554 | 10172600070001 | Ladda upp en bild av detta fornminne |
| Ljungsarp 7:2   | Stensättning                |              | Ljungsarp, Västergötland |       | 57.595886, 13.606333 | 10172600070002 | Ladda upp en bild av detta fornminne |
| Ljungsarp 7:3   | Stensättning                |              | Ljungsarp, Västergötland |       | 57.595878, 13.606116 | 10172600070003 | Ladda upp en bild av detta fornminne |
| Ljungsarp 8:1   | Röse                        |              | Ljungsarp, Västergötland |       | 57.595419, 13.605286 | 10172600080001 | Ladda upp en bild av detta fornminne |
| Ljungsarp 9:1   | Röse                        |              | Ljungsarp, Västergötland |       | 57.594611, 13.607625 | 10172600090001 | Ladda upp en bild av detta fornminne |
| Ljungsarp 10:1  | Röse                        |              | Ljungsarp, Västergötland |       | 57.594558, 13.605598 | 10172600100001 | Ladda upp en bild av detta fornminne |
| Ljungsarp 11:1  | Röse                        |              | Ljungsarp, Västergötland |       | 57.595634, 13.608235 | 10172600110001 | Ladda upp en bild av detta fornminne |
| Ljungsarp 11:2  | Röse                        |              | Ljungsarp, Västergötland |       | 57.595439, 13.608195 | 10172600110002 | Ladda upp en bild av detta fornminne |
| Ljungsarp 12:1  | Röse                        |              | Ljungsarp, Västergötland |       | 57.598797, 13.622441 | 10172600120001 | Ladda upp en bild av detta fornminne |
| Ljungsarp 14:1  | Röse                        |              | Ljungsarp, Västergötland |       | 57.599450, 13.618134 | 10172600140001 | Ladda upp en bild av detta fornminne |
| Ljungsarp 15:1  | Stensättning                |              | Ljungsarp, Västergötland |       | 57.597855, 13.619156 | 10172600150001 | Ladda upp en bild av detta fornminne |
| Ljungsarp 15:2  | Stensättning                |              | Ljungsarp, Västergötland |       | 57.597625, 13.618866 | 10172600150002 | Ladda upp en bild av detta fornminne |
| Ljungsarp 16:1  | Stensättning                |              | Ljungsarp, Västergötland |       | 57.593594, 13.611654 | 10172600160001 | Ladda upp en bild av detta fornminne |
| Ljungsarp 16:2  | Stensättning                |              | Ljungsarp, Västergötland |       | 57.593766, 13.611338 | 10172600160002 | Ladda upp en bild av detta fornminne |
| Ljungsarp 16:3  | Stensättning                |              | Ljungsarp, Västergötland |       | 57.593547, 13.611262 | 10172600160003 | Ladda upp en bild av detta fornminne |
| Ljungsarp 17:1  | Stensättning                |              | Ljungsarp, Västergötland |       | 57.590829, 13.600867 | 10172600170001 | Ladda upp en bild av detta fornminne |
| Ljungsarp 17:2  | Röse                        |              | Ljungsarp, Västergötland |       | 57.590978, 13.601092 | 10172600170002 | Ladda upp en bild av detta fornminne |
| Ljungsarp 17:3  | Stensättning                |              | Ljungsarp, Västergötland |       | 57.590972, 13.601346 | 10172600170003 | Ladda upp en bild av detta fornminne |
| Ljungsarp 17:4  | Röse                        |              | Ljungsarp, Västergötland |       | 57.591212, 13.601010 | 10172600170004 | Ladda upp en bild av detta fornminne |
| Ljungsarp 17:5  | Hällristning                |              | Ljungsarp, Västergötland |       | 57.590829, 13.600867 | 10172600170005 | Ladda upp en bild av detta fornminne |
| Ljungsarp 18:1  | Stensättning                |              | Ljungsarp, Västergötland |       | 57.587597, 13.601108 | 10172600180001 | Ladda upp en bild av detta fornminne |
| Ljungsarp 19:1  | Stensättning                |              | Ljungsarp, Västergötland |       | 57.587538, 13.598092 | 10172600190001 | Ladda upp en bild av detta fornminne |
| Ljungsarp 19:2  | Stensättning                |              | Ljungsarp, Västergötland |       | 57.588047, 13.598524 | 10172600190002 | Ladda upp en bild av detta fornminne |
| Ljungsarp 19:3  | Röse                        |              | Ljungsarp, Västergötland |       | 57.588407, 13.598986 | 10172600190003 | Ladda upp en bild av detta fornminne |
| Ljungsarp 19:4  | Stensättning                |              | Ljungsarp, Västergötland |       | 57.587542, 13.598399 | 10172600190004 | Ladda upp en bild av detta fornminne |
| Ljungsarp 20:1  | Röse                        |              | Ljungsarp, Västergötland |       | 57.589465, 13.599567 | 10172600200001 | Ladda upp en bild av detta fornminne |
| Ljungsarp 21:1  | Röse                        |              | Ljungsarp, Västergötland |       | 57.588526, 13.596884 | 10172600210001 | Ladda upp en bild av detta fornminne |
| Ljungsarp 22:1  | Röse                        |              | Ljungsarp, Västergötland |       | 57.589498, 13.597755 | 10172600220001 | Ladda upp en bild av detta fornminne |
| Ljungsarp 22:2  | Röse                        |              | Ljungsarp, Västergötland |       | 57.589487, 13.598154 | 10172600220002 | Ladda upp en bild av detta fornminne |
| Ljungsarp 22:3  | Röse                        |              | Ljungsarp, Västergötland |       | 57.589388, 13.598220 | 10172600220003 | Ladda upp en bild av detta fornminne |
| Ljungsarp 23:1  | Röse                        |              | Ljungsarp, Västergötland |       | 57.587752, 13.594700 | 10172600230001 | Ladda upp en bild av detta fornminne |
| Ljungsarp 23:2  | Stensättning                |              | Ljungsarp, Västergötland |       | 57.587492, 13.594854 | 10172600230002 | Ladda upp en bild av detta fornminne |
| Ljungsarp 23:3  | Stensättning                |              | Ljungsarp, Västergötland |       | 57.587486, 13.595102 | 10172600230003 | Ladda upp en bild av detta fornminne |
| Ljungsarp 24:1  | Röse                        |              | Ljungsarp, Västergötland |       | 57.588469, 13.595066 | 10172600240001 | Ladda upp en bild av detta fornminne |
| Ljungsarp 24:2  | Röse                        |              | Ljungsarp, Västergötland |       | 57.588368, 13.595139 | 10172600240002 | Ladda upp en bild av detta fornminne |
| Ljungsarp 24:3  | Röse                        |              | Ljungsarp, Västergötland |       | 57.588249, 13.595163 | 10172600240003 | Ladda upp en bild av detta fornminne |
| Ljungsarp 24:4  | Stensättning                |              | Ljungsarp, Västergötland |       | 57.588159, 13.595293 | 10172600240004 | Ladda upp en bild av detta fornminne |
| Ljungsarp 25:1  | Stensättning                |              | Ljungsarp, Västergötland |       | 57.587064, 13.593962 | 10172600250001 | Ladda upp en bild av detta fornminne |
| Ljungsarp 26:1  | Röse                        |              | Ljungsarp, Västergötland |       | 57.592036, 13.593418 | 10172600260001 | Ladda upp en bild av detta fornminne |
| Ljungsarp 27:1  | Gravfält                    |              | Ljungsarp, Västergötland |       | 57.593521, 13.591960 | 10172600270001 | Ladda upp en bild av detta fornminne |
| Ljungsarp 28:1  | Röse                        |              | Ljungsarp, Västergötland |       | 57.585405, 13.576596 | 10172600280001 | Ladda upp en bild av detta fornminne |
| Ljungsarp 29:1  | Stensättning                |              | Ljungsarp, Västergötland |       | 57.593908, 13.593288 | 10172600290001 | Ladda upp en bild av detta fornminne |
| Ljungsarp 31:1  | Röse                        |              | Ljungsarp, Västergötland |       | 57.582437, 13.576862 | 10172600310001 | Ladda upp en bild av detta fornminne |
| Ljungsarp 32:1  | Röse                        |              | Ljungsarp, Västergötland |       | 57.584045, 13.572715 | 10172600320001 | Ladda upp en bild av detta fornminne |
| Ljungsarp 32:2  | Stensättning                |              | Ljungsarp, Västergötland |       | 57.583902, 13.572641 | 10172600320002 | Ladda upp en bild av detta fornminne |
| Ljungsarp 33:1  | Röse                        |              | Ljungsarp, Västergötland |       | 57.584563, 13.575357 | 10172600330001 | Ladda upp en bild av detta fornminne |
| Ljungsarp 34:1  | Stensättning                |              | Ljungsarp, Västergötland |       | 57.584049, 13.573902 | 10172600340001 | Ladda upp en bild av detta fornminne |
| Ljungsarp 34:2  | Stensättning                |              | Ljungsarp, Västergötland |       | 57.584064, 13.574118 | 10172600340002 | Ladda upp en bild av detta fornminne |
| Ljungsarp 35:1  | Röse                        |              | Ljungsarp, Västergötland |       | 57.578756, 13.574208 | 10172600350001 | Ladda upp en bild av detta fornminne |
| Ljungsarp 36:1  | Röse                        |              | Ljungsarp, Västergötland |       | 57.581046, 13.575023 | 10172600360001 | Ladda upp en bild av detta fornminne |
| Ljungsarp 37:1  | Röse                        |              | Ljungsarp, Västergötland |       | 57.576292, 13.570941 | 10172600370001 | Ladda upp en bild av detta fornminne |
| Ljungsarp 38:1  | Röse                        |              | Ljungsarp, Västergötland |       | 57.570689, 13.570359 | 10172600380001 | Ladda upp en bild av detta fornminne |
| Ljungsarp 39:1  | Röse                        |              | Ljungsarp, Västergötland |       | 57.569051, 13.569781 | 10172600390001 | Ladda upp en bild av detta fornminne |
| Ljungsarp 43:1  | Stensättning                |              | Ljungsarp, Västergötland |       | 57.528017, 13.618727 | 10172600430001 | Ladda upp en bild av detta fornminne |
| Ljungsarp 43:2  | Stenkrets                   |              | Ljungsarp, Västergötland |       | 57.527944, 13.618592 | 10172600430002 | Ladda upp en bild av detta fornminne |
| Ljungsarp 44:1  | Stenkammargrav              |              | Ljungsarp, Västergötland |       | 57.550683, 13.619464 | 10172600440001 | Ladda upp en bild av detta fornminne |
| Ljungsarp 46:1  | Stensättning                |              | Ljungsarp, Västergötland |       | 57.557189, 13.608307 | 10172600460001 | Ladda upp en bild av detta fornminne |
| Ljungsarp 46:2  | Stensättning                |              | Ljungsarp, Västergötland |       | 57.556945, 13.608377 | 10172600460002 | Ladda upp en bild av detta fornminne |
| Ljungsarp 46:3  | Röse                        |              | Ljungsarp, Västergötland |       | 57.556506, 13.608073 | 10172600460003 | Ladda upp en bild av detta fornminne |
| Ljungsarp 47:1  | Gravfält                    |              | Ljungsarp, Västergötland |       | 57.558299, 13.608073 | 10172600470001 | Ladda upp en bild av detta fornminne |
| Ljungsarp 51:1  | Stenkrets                   |              | Ljungsarp, Västergötland |       | 57.566306, 13.602232 | 10172600510001 | Ladda upp en bild av detta fornminne |
| Ljungsarp 51:2  | Grav markerad av sten/block |              | Ljungsarp, Västergötland |       | 57.566296, 13.601922 | 10172600510002 | Ladda upp en bild av detta fornminne |
| Ljungsarp 51:3  | Grav markerad av sten/block |              | Ljungsarp, Västergötland |       | 57.566368, 13.601913 | 10172600510003 | Ladda upp en bild av detta fornminne |
| Ljungsarp 52:1  | Stensättning                |              | Ljungsarp, Västergötland |       | 57.592729, 13.593999 | 10172600520001 | Ladda upp en bild av detta fornminne |
| Ljungsarp 53:1  | Röse                        |              | Ljungsarp, Västergötland |       | 57.532697, 13.548749 | 10172600530001 | Ladda upp en bild av detta fornminne |
| Ljungsarp 54:1  | Hällristning                |              | Ljungsarp, Västergötland |       | 57.532780, 13.546911 | 10172600540001 | Ladda upp en bild av detta fornminne |
| Ljungsarp 57:1  | Stensättning                |              | Ljungsarp, Västergötland |       | 57.585450, 13.578302 | 10172600570001 | Ladda upp en bild av detta fornminne |
| Ljungsarp 67:1  | Stensättning                |              | Ljungsarp, Västergötland |       | 57.583881, 13.566189 | 10172600670001 | Ladda upp en bild av detta fornminne |
| Ljungsarp 68:1  | Stensättning                |              | Ljungsarp, Västergötland |       | 57.583751, 13.568331 | 10172600680001 | Ladda upp en bild av detta fornminne |
| Ljungsarp 68:2  | Stensättning                |              | Ljungsarp, Västergötland |       | 57.583874, 13.568389 | 10172600680002 | Ladda upp en bild av detta fornminne |
| Ljungsarp 80:1  | Stensättning                |              | Ljungsarp, Västergötland |       | 57.596590, 13.591798 | 10172600800001 | Ladda upp en bild av detta fornminne |
| Ljungsarp 84:1  | Röse                        |              | Ljungsarp, Västergötland |       | 57.595264, 13.614200 | 10172600840001 | Ladda upp en bild av detta fornminne |
| Ljungsarp 84:2  | Stensättning                |              | Ljungsarp, Västergötland |       | 57.595217, 13.614009 | 10172600840002 | Ladda upp en bild av detta fornminne |
| Ljungsarp 85:1  | Stensättning                |              | Ljungsarp, Västergötland |       | 57.595123, 13.604716 | 10172600850001 | Ladda upp en bild av detta fornminne |
| Ljungsarp 91:1  | Röse                        |              | Ljungsarp, Västergötland |       | 57.595136, 13.613599 | 10172600910001 | Ladda upp en bild av detta fornminne |
| Ljungsarp 91:2  | Stensättning                |              | Ljungsarp, Västergötland |       | 57.595016, 13.613627 | 10172600910002 | Ladda upp en bild av detta fornminne |
| Ljungsarp 91:3  | Stensättning                |              | Ljungsarp, Västergötland |       | 57.595130, 13.613375 | 10172600910003 | Ladda upp en bild av detta fornminne |
| Ljungsarp 92:1  | Stensättning                |              | Ljungsarp, Västergötland |       | 57.594671, 13.613572 | 10172600920001 | Ladda upp en bild av detta fornminne |
| Ljungsarp 100:1 | Röse                        |              | Ljungsarp, Västergötland |       | 57.589313, 13.600774 | 10172601000001 | Ladda upp en bild av detta fornminne |
| Ljungsarp 111:1 | Stensättning                |              | Ljungsarp, Västergötland |       | 57.508273, 13.587842 | 10172601110001 | Ladda upp en bild av detta fornminne |
| Ljungsarp 117:1 | Stensättning                |              | Ljungsarp, Västergötland |       | 57.518193, 13.562853 | 10172601170001 | Ladda upp en bild av detta fornminne |
| Ljungsarp 161   | Stensättning                |              | Ljungsarp, Västergötland |       | 57.545443, 13.590094 | 12000000098761 | Ladda upp en bild av detta fornminne |

## Länghem
| Namn                                | Lämningstyp                 | Tillkomsttid | Historisk indelning    | Plats | Läge                 | ID-nr          | Bild                                 |
| ----------------------------------- | --------------------------- | ------------ | ---------------------- | ----- | -------------------- | -------------- | ------------------------------------ |
| Länghem 2:1                         | Stensättning                |              | Länghem, Västergötland |       | 57.618062, 13.268238 | 10173000020001 | Ladda upp en bild av detta fornminne |
| Länghem 2:2                         | Stensättning                |              | Länghem, Västergötland |       | 57.618360, 13.268419 | 10173000020002 | Ladda upp en bild av detta fornminne |
| Länghem 3:1                         | Stensättning                |              | Länghem, Västergötland |       | 57.617620, 13.270355 | 10173000030001 | Ladda upp en bild av detta fornminne |
| Sparreska gravplatsen (Länghem 7:2) | Kyrka/kapell                |              | Länghem, Västergötland |       | 57.597043, 13.253097 | 10173000070002 | Ladda upp en bild av detta fornminne |
| Länghem 8:1                         | Borg                        |              | Länghem, Västergötland |       | 57.630203, 13.270858 | 10173000080001 | Ladda upp en bild av detta fornminne |
| Länghem 9:1                         | Gravfält                    |              | Länghem, Västergötland |       | 57.621579, 13.293539 | 10173000090001 | Ladda upp en bild av detta fornminne |
| Länghem 10:1                        | Stensättning                |              | Länghem, Västergötland |       | 57.627029, 13.266169 | 10173000100001 | Ladda upp en bild av detta fornminne |
| Länghem 13:1                        | Gravfält                    |              | Länghem, Västergötland |       | 57.617024, 13.290366 | 10173000130001 | Ladda upp en bild av detta fornminne |
| Länghem 15:1                        | Grav markerad av sten/block |              | Länghem, Västergötland |       | 57.618188, 13.294491 | 10173000150001 | Ladda upp en bild av detta fornminne |
| Länghem 16:1                        | Röse                        |              | Länghem, Västergötland |       | 57.616722, 13.287119 | 10173000160001 | Ladda upp en bild av detta fornminne |
| Länghem 18:1                        | Stenkrets                   |              | Länghem, Västergötland |       | 57.619312, 13.300496 | 10173000180001 | Ladda upp en bild av detta fornminne |
| Länghem 18:2                        | Stenkrets                   |              | Länghem, Västergötland |       | 57.619204, 13.300450 | 10173000180002 | Ladda upp en bild av detta fornminne |
| Länghem 18:3                        | Grav markerad av sten/block |              | Länghem, Västergötland |       | 57.619165, 13.300784 | 10173000180003 | Ladda upp en bild av detta fornminne |
| Länghem 18:4                        | Stensättning                |              | Länghem, Västergötland |       | 57.619324, 13.301108 | 10173000180004 | Ladda upp en bild av detta fornminne |
| Länghem 23:1                        | Grav markerad av sten/block |              | Länghem, Västergötland |       | 57.656036, 13.287634 | 10173000230001 | Ladda upp en bild av detta fornminne |
| Länghem 24:1                        | Gravfält                    |              | Länghem, Västergötland |       | 57.656774, 13.291620 | 10173000240001 | Ladda upp en bild av detta fornminne |
| Länghem 25:1                        | Stensättning                |              | Länghem, Västergötland |       | 57.656386, 13.290033 | 10173000250001 | Ladda upp en bild av detta fornminne |
| Länghem 25:2                        | Stensättning                |              | Länghem, Västergötland |       | 57.656042, 13.290436 | 10173000250002 | Ladda upp en bild av detta fornminne |
| Länghem 26:1                        | Stensättning                |              | Länghem, Västergötland |       | 57.655395, 13.290558 | 10173000260001 | Ladda upp en bild av detta fornminne |
| Länghem 26:2                        | Stensättning                |              | Länghem, Västergötland |       | 57.654913, 13.290334 | 10173000260002 | Ladda upp en bild av detta fornminne |
| Länghem 26:3                        | Stensättning                |              | Länghem, Västergötland |       | 57.654578, 13.289949 | 10173000260003 | Ladda upp en bild av detta fornminne |
| Länghem 30:1                        | Grav markerad av sten/block |              | Länghem, Västergötland |       | 57.658035, 13.280504 | 10173000300001 | Ladda upp en bild av detta fornminne |
| Länghem 31:1                        | Stensättning                |              | Länghem, Västergötland |       | 57.655318, 13.280790 | 10173000310001 | Ladda upp en bild av detta fornminne |
| Länghem 31:2                        | Stensättning                |              | Länghem, Västergötland |       | 57.655210, 13.280585 | 10173000310002 | Ladda upp en bild av detta fornminne |
| Länghem 32:1                        | Röse                        |              | Länghem, Västergötland |       | 57.654218, 13.286893 | 10173000320001 | Ladda upp en bild av detta fornminne |
| Länghem 33:1                        | Grav markerad av sten/block |              | Länghem, Västergötland |       | 57.653979, 13.285358 | 10173000330001 | Ladda upp en bild av detta fornminne |
| Länghem 34:1                        | Röse                        |              | Länghem, Västergötland |       | 57.654490, 13.284731 | 10173000340001 | Ladda upp en bild av detta fornminne |
| Länghem 35:1                        | Hög                         |              | Länghem, Västergötland |       | 57.646500, 13.278306 | 10173000350001 | Ladda upp en bild av detta fornminne |
| Länghem 35:2                        | Stensättning                |              | Länghem, Västergötland |       | 57.646620, 13.278331 | 10173000350002 | Ladda upp en bild av detta fornminne |
| Torpa stenhus (Länghem 36:2)        | Borg                        |              | Länghem, Västergötland |       | 57.649816, 13.279604 | 10173000360002 | Ladda upp en bild av detta fornminne |
| Länghem 38:1                        | Röse                        |              | Länghem, Västergötland |       | 57.633632, 13.252394 | 10173000380001 | Ladda upp en bild av detta fornminne |
| Jättastenarna (Länghem 42:1)        | Gravfält                    |              | Länghem, Västergötland |       | 57.635826, 13.230295 | 10173000420001 | Ladda upp en bild av detta fornminne |
| Länghem 46:1                        | Röse                        |              | Länghem, Västergötland |       | 57.581861, 13.274481 | 10173000460001 | Ladda upp en bild av detta fornminne |
| Länghem 49:1                        | Stensättning                |              | Länghem, Västergötland |       | 57.578748, 13.274513 | 10173000490001 | Ladda upp en bild av detta fornminne |
| Länghem 51:1                        | Röse                        |              | Länghem, Västergötland |       | 57.584356, 13.259746 | 10173000510001 | Ladda upp en bild av detta fornminne |
| Länghem 51:2                        | Röse                        |              | Länghem, Västergötland |       | 57.584503, 13.259751 | 10173000510002 | Ladda upp en bild av detta fornminne |
| Länghem 52:1                        | Stensättning                |              | Länghem, Västergötland |       | 57.630365, 13.229298 | 10173000520001 | Ladda upp en bild av detta fornminne |
| Länghem 54:1                        | Röse                        |              | Länghem, Västergötland |       | 57.644912, 13.230215 | 10173000540001 | Ladda upp en bild av detta fornminne |
| Länghem 54:2                        | Stensättning                |              | Länghem, Västergötland |       | 57.644988, 13.230055 | 10173000540002 | Ladda upp en bild av detta fornminne |
| Länghem 54:3                        | Stensättning                |              | Länghem, Västergötland |       | 57.645093, 13.229915 | 10173000540003 | Ladda upp en bild av detta fornminne |
| Länghem 55:1                        | Röse                        |              | Länghem, Västergötland |       | 57.633528, 13.251085 | 10173000550001 | Ladda upp en bild av detta fornminne |
| Länghem 56:1                        | Röse                        |              | Länghem, Västergötland |       | 57.631806, 13.230361 | 10173000560001 | Ladda upp en bild av detta fornminne |
| Länghem 56:2                        | Röse                        |              | Länghem, Västergötland |       | 57.631685, 13.230245 | 10173000560002 | Ladda upp en bild av detta fornminne |
| Länghem 56:3                        | Hällristning                |              | Länghem, Västergötland |       | 57.631410, 13.230430 | 10173000560003 | Ladda upp en bild av detta fornminne |
| Länghem 59:1                        | Röse                        |              | Länghem, Västergötland |       | 57.633652, 13.233476 | 10173000590001 | Ladda upp en bild av detta fornminne |
| Länghem 60:1                        | Röse                        |              | Länghem, Västergötland |       | 57.630288, 13.236461 | 10173000600001 | Ladda upp en bild av detta fornminne |
| Länghem 61:1                        | Stensättning                |              | Länghem, Västergötland |       | 57.630317, 13.235100 | 10173000610001 | Ladda upp en bild av detta fornminne |
| Länghem 62:1                        | Hög                         |              | Länghem, Västergötland |       | 57.634887, 13.252850 | 10173000620001 | Ladda upp en bild av detta fornminne |
| Länghem 63:1                        | Grav markerad av sten/block |              | Länghem, Västergötland |       | 57.627413, 13.239009 | 10173000630001 | Ladda upp en bild av detta fornminne |
| Länghem 63:2                        | Grav markerad av sten/block |              | Länghem, Västergötland |       | 57.627440, 13.238944 | 10173000630002 | Ladda upp en bild av detta fornminne |
| Länghem 64:1                        | Grav markerad av sten/block |              | Länghem, Västergötland |       | 57.625907, 13.237649 | 10173000640001 | Ladda upp en bild av detta fornminne |
| Länghem 64:2                        | Grav markerad av sten/block |              | Länghem, Västergötland |       | 57.625919, 13.237537 | 10173000640002 | Ladda upp en bild av detta fornminne |
| Länghem 64:3                        | Grav markerad av sten/block |              | Länghem, Västergötland |       | 57.625852, 13.237565 | 10173000640003 | Ladda upp en bild av detta fornminne |
| Länghem 67:1                        | Stensättning                |              | Länghem, Västergötland |       | 57.624173, 13.239226 | 10173000670001 | Ladda upp en bild av detta fornminne |
| Länghem 68:1                        | Röse                        |              | Länghem, Västergötland |       | 57.624421, 13.242875 | 10173000680001 | Ladda upp en bild av detta fornminne |
| Länghem 68:2                        | Röse                        |              | Länghem, Västergötland |       | 57.624695, 13.242074 | 10173000680002 | Ladda upp en bild av detta fornminne |
| Länghem 69:1                        | Röse                        |              | Länghem, Västergötland |       | 57.624242, 13.244307 | 10173000690001 | Ladda upp en bild av detta fornminne |
| Länghem 73:1                        | Grav markerad av sten/block |              | Länghem, Västergötland |       | 57.616946, 13.222011 | 10173000730001 | Ladda upp en bild av detta fornminne |
| Länghem 75:1                        | Röse                        |              | Länghem, Västergötland |       | 57.611313, 13.223788 | 10173000750001 | Ladda upp en bild av detta fornminne |
| Länghem 75:2                        | Stensättning                |              | Länghem, Västergötland |       | 57.611353, 13.224036 | 10173000750002 | Ladda upp en bild av detta fornminne |
| Länghem 79:1                        | Stensättning                |              | Länghem, Västergötland |       | 57.590878, 13.244006 | 10173000790001 | Ladda upp en bild av detta fornminne |
| Länghem 80:1                        | Stensättning                |              | Länghem, Västergötland |       | 57.590456, 13.245287 | 10173000800001 | Ladda upp en bild av detta fornminne |
| Länghem 80:2                        | Stenkammargrav              |              | Länghem, Västergötland |       | 57.590190, 13.244945 | 10173000800002 | Ladda upp en bild av detta fornminne |
| Länghem 81:1                        | Stensättning                |              | Länghem, Västergötland |       | 57.589123, 13.240280 | 10173000810001 | Ladda upp en bild av detta fornminne |
| Länghem 82:1                        | Stensättning                |              | Länghem, Västergötland |       | 57.587767, 13.250570 | 10173000820001 | Ladda upp en bild av detta fornminne |
| Tingarör (Länghem 85:1)             | Röse                        |              | Länghem, Västergötland |       | 57.586490, 13.230556 | 10173000850001 | Ladda upp en bild av detta fornminne |
| Länghem 87:1                        | Stensättning                |              | Länghem, Västergötland |       | 57.610650, 13.222189 | 10173000870001 | Ladda upp en bild av detta fornminne |
| Länghem 87:2                        | Stensättning                |              | Länghem, Västergötland |       | 57.610313, 13.222198 | 10173000870002 | Ladda upp en bild av detta fornminne |
| Länghem 93:1                        | Gravfält                    |              | Länghem, Västergötland |       | 57.570557, 13.234433 | 10173000930001 | Ladda upp en bild av detta fornminne |
| Länghem 94:1                        | Stensättning                |              | Länghem, Västergötland |       | 57.583218, 13.231407 | 10173000940001 | Ladda upp en bild av detta fornminne |
| Länghem 95:1                        | Stensättning                |              | Länghem, Västergötland |       | 57.578990, 13.227188 | 10173000950001 | Ladda upp en bild av detta fornminne |
| Länghem 95:2                        | Stenkrets                   |              | Länghem, Västergötland |       | 57.578892, 13.227253 | 10173000950002 | Ladda upp en bild av detta fornminne |
| Länghem 104:1                       | Runristning                 |              | Länghem, Västergötland |       | 57.560754, 13.195652 | 10173001040001 | Ladda upp en bild av detta fornminne |
| Länghem 118:1                       | Röse                        |              | Länghem, Västergötland |       | 57.611661, 13.222235 | 10173001180001 | Ladda upp en bild av detta fornminne |
| Länghem 118:2                       | Stensättning                |              | Länghem, Västergötland |       | 57.611500, 13.222085 | 10173001180002 | Ladda upp en bild av detta fornminne |
| Husön (Länghem 122:1)               | Borg                        |              | Länghem, Västergötland |       | 57.656842, 13.303919 | 10173001220001 | Ladda upp en bild av detta fornminne |
| Länghem 125:1                       | Stensättning                |              | Länghem, Västergötland |       | 57.555938, 13.182626 | 10173001250001 | Ladda upp en bild av detta fornminne |
| Länghem 125:2                       | Stensättning                |              | Länghem, Västergötland |       | 57.555857, 13.182455 | 10173001250002 | Ladda upp en bild av detta fornminne |
| Länghem 127:1                       | Stensättning                |              | Länghem, Västergötland |       | 57.624861, 13.239341 | 10173001270001 | Ladda upp en bild av detta fornminne |
| Länghem 127:2                       | Stensättning                |              | Länghem, Västergötland |       | 57.625310, 13.239717 | 10173001270002 | Ladda upp en bild av detta fornminne |
| Länghem 127:3                       | Stensättning                |              | Länghem, Västergötland |       | 57.625377, 13.239947 | 10173001270003 | Ladda upp en bild av detta fornminne |
| Länghem 127:4                       | Stensättning                |              | Länghem, Västergötland |       | 57.625408, 13.240544 | 10173001270004 | Ladda upp en bild av detta fornminne |
| Länghem 128:1                       | Röse                        |              | Länghem, Västergötland |       | 57.626228, 13.245954 | 10173001280001 | Ladda upp en bild av detta fornminne |
| Länghem 129:1                       | Röse                        |              | Länghem, Västergötland |       | 57.627871, 13.247037 | 10173001290001 | Ladda upp en bild av detta fornminne |
| Länghem 130:1                       | Röse                        |              | Länghem, Västergötland |       | 57.633169, 13.250375 | 10173001300001 | Ladda upp en bild av detta fornminne |
| Länghem 130:2                       | Röse                        |              | Länghem, Västergötland |       | 57.633037, 13.250370 | 10173001300002 | Ladda upp en bild av detta fornminne |
| Länghem 133:1                       | Stensättning                |              | Länghem, Västergötland |       | 57.541339, 13.241038 | 10173001330001 | Ladda upp en bild av detta fornminne |
| Länghem 187:1                       | Grav markerad av sten/block |              | Länghem, Västergötland |       | 57.578813, 13.230263 | 10173001870001 | Ladda upp en bild av detta fornminne |
| Länghem 191:1                       | Stensättning                |              | Länghem, Västergötland |       | 57.584101, 13.223653 | 10173001910001 | Ladda upp en bild av detta fornminne |
| Länghem 191:2                       | Stensättning                |              | Länghem, Västergötland |       | 57.584275, 13.224098 | 10173001910002 | Ladda upp en bild av detta fornminne |
| Länghem 197:1                       | Stensättning                |              | Länghem, Västergötland |       | 57.580509, 13.262261 | 10173001970001 | Ladda upp en bild av detta fornminne |
| Länghem 214:1                       | Röse                        |              | Länghem, Västergötland |       | 57.556310, 13.264374 | 10173002140001 | Ladda upp en bild av detta fornminne |
| Länghem 214:2                       | Stensättning                |              | Länghem, Västergötland |       | 57.556229, 13.264222 | 10173002140002 | Ladda upp en bild av detta fornminne |
| Länghem 222:1                       | Hällristning                |              | Länghem, Västergötland |       | 57.603766, 13.259945 | 10173002220001 | Ladda upp en bild av detta fornminne |
| Länghem 230:1                       | Hällristning                |              | Länghem, Västergötland |       | 57.625881, 13.289535 | 10173002300001 | Ladda upp en bild av detta fornminne |
| Länghem 231:1                       | Hällristning                |              | Länghem, Västergötland |       | 57.627183, 13.290589 | 10173002310001 | Ladda upp en bild av detta fornminne |
| Länghem 232:1                       | Hällristning                |              | Länghem, Västergötland |       | 57.636193, 13.295805 | 10173002320001 | Ladda upp en bild av detta fornminne |
| Länghem 232:2                       | Hällristning                |              | Länghem, Västergötland |       | 57.636173, 13.295787 | 10173002320002 | Ladda upp en bild av detta fornminne |
| Länghem 235:1                       | Röse                        |              | Länghem, Västergötland |       | 57.609145, 13.291968 | 10173002350001 | Ladda upp en bild av detta fornminne |
| Länghem 236:1                       | Hällristning                |              | Länghem, Västergötland |       | 57.615493, 13.288677 | 10173002360001 | Ladda upp en bild av detta fornminne |
| Länghem 237:1                       | Hällristning                |              | Länghem, Västergötland |       | 57.615919, 13.289343 | 10173002370001 | Ladda upp en bild av detta fornminne |
| Länghem 238:1                       | Hällristning                |              | Länghem, Västergötland |       | 57.626852, 13.305630 | 10173002380001 | Ladda upp en bild av detta fornminne |
| Länghem 238:3                       | Hällristning                |              | Länghem, Västergötland |       | 57.627079, 13.306074 | 10173002380003 | Ladda upp en bild av detta fornminne |
| Länghem 240:1                       | Stensättning                |              | Länghem, Västergötland |       | 57.619747, 13.280566 | 10173002400001 | Ladda upp en bild av detta fornminne |
| Länghem 242:1                       | Hällristning                |              | Länghem, Västergötland |       | 57.619282, 13.303298 | 10173002420001 | Ladda upp en bild av detta fornminne |
| Länghem 246:1                       | Stensättning                |              | Länghem, Västergötland |       | 57.668390, 13.273619 | 10173002460001 | Ladda upp en bild av detta fornminne |
| Länghem 248:1                       | Stensättning                |              | Länghem, Västergötland |       | 57.639189, 13.262210 | 10173002480001 | Ladda upp en bild av detta fornminne |
| Länghem 249:1                       | Röse                        |              | Länghem, Västergötland |       | 57.631134, 13.224398 | 10173002490001 | Ladda upp en bild av detta fornminne |
| Länghem 251:1                       | Hällristning                |              | Länghem, Västergötland |       | 57.640472, 13.233972 | 10173002510001 | Ladda upp en bild av detta fornminne |
| Länghem 251:2                       | Hällristning                |              | Länghem, Västergötland |       | 57.640612, 13.233591 | 10173002510002 | Ladda upp en bild av detta fornminne |
| Länghem 255:1                       | Hällristning                |              | Länghem, Västergötland |       | 57.644139, 13.221534 | 10173002550001 | Ladda upp en bild av detta fornminne |
| Länghem 255:2                       | Hällristning                |              | Länghem, Västergötland |       | 57.644043, 13.221704 | 10173002550002 | Ladda upp en bild av detta fornminne |
| Länghem 257:1                       | Gravfält                    |              | Länghem, Västergötland |       | 57.649513, 13.256892 | 10173002570001 | Ladda upp en bild av detta fornminne |
| Länghem 262:1                       | Hällristning                |              | Länghem, Västergötland |       | 57.555041, 13.256321 | 10173002620001 | Ladda upp en bild av detta fornminne |
| Länghem 263:1                       | Hällristning                |              | Länghem, Västergötland |       | 57.554229, 13.255230 | 10173002630001 | Ladda upp en bild av detta fornminne |
| Länghem 264:1                       | Hällristning                |              | Länghem, Västergötland |       | 57.555559, 13.258275 | 10173002640001 | Ladda upp en bild av detta fornminne |
| Länghem 266:2                       | Hällristning                |              | Länghem, Västergötland |       | 57.557388, 13.245100 | 10173002660002 | Ladda upp en bild av detta fornminne |

## Mossebo
| Namn         | Lämningstyp  | Tillkomsttid | Historisk indelning    | Plats | Läge                 | ID-nr          | Bild                                 |
| ------------ | ------------ | ------------ | ---------------------- | ----- | -------------------- | -------------- | ------------------------------------ |
| Mossebo 1:1  | Stenkrets    |              | Mossebo, Västergötland |       | 57.381525, 13.413893 | 10173800010001 | Ladda upp en bild av detta fornminne |
| Mossebo 2:1  | Stenkrets    |              | Mossebo, Västergötland |       | 57.382166, 13.415315 | 10173800020001 | Ladda upp en bild av detta fornminne |
| Mossebo 3:1  | Röse         |              | Mossebo, Västergötland |       | 57.382562, 13.415970 | 10173800030001 | Ladda upp en bild av detta fornminne |
| Mossebo 6:1  | Gravfält     |              | Mossebo, Västergötland |       | 57.465455, 13.528885 | 10173800060001 | Ladda upp en bild av detta fornminne |
| Mossebo 7:1  | Stensättning |              | Mossebo, Västergötland |       | 57.382098, 13.416163 | 10173800070001 | Ladda upp en bild av detta fornminne |
| Mossebo 8:1  | Röse         |              | Mossebo, Västergötland |       | 57.424238, 13.422646 | 10173800080001 | Ladda upp en bild av detta fornminne |
| Mossebo 9:1  | Stensättning |              | Mossebo, Västergötland |       | 57.426191, 13.433009 | 10173800090001 | Ladda upp en bild av detta fornminne |
| Mossebo 10:1 | Hög          |              | Mossebo, Västergötland |       | 57.424615, 13.423045 | 10173800100001 | Ladda upp en bild av detta fornminne |
| Mossebo 11:1 | Röse         |              | Mossebo, Västergötland |       | 57.426354, 13.436890 | 10173800110001 | Ladda upp en bild av detta fornminne |
| Mossebo 11:2 | Röse         |              | Mossebo, Västergötland |       | 57.426147, 13.436619 | 10173800110002 | Ladda upp en bild av detta fornminne |
| Mossebo 11:3 | Stensättning |              | Mossebo, Västergötland |       | 57.426290, 13.436429 | 10173800110003 | Ladda upp en bild av detta fornminne |
| Mossebo 11:4 | Stensättning |              | Mossebo, Västergötland |       | 57.426148, 13.436312 | 10173800110004 | Ladda upp en bild av detta fornminne |
| Mossebo 12:1 | Stensättning |              | Mossebo, Västergötland |       | 57.423464, 13.436033 | 10173800120001 | Ladda upp en bild av detta fornminne |
| Mossebo 12:2 | Stensättning |              | Mossebo, Västergötland |       | 57.423488, 13.436294 | 10173800120002 | Ladda upp en bild av detta fornminne |
| Mossebo 13:1 | Stensättning |              | Mossebo, Västergötland |       | 57.429049, 13.436740 | 10173800130001 | Ladda upp en bild av detta fornminne |
| Mossebo 13:2 | Stensättning |              | Mossebo, Västergötland |       | 57.428899, 13.436718 | 10173800130002 | Ladda upp en bild av detta fornminne |
| Mossebo 19:1 | Röse         |              | Mossebo, Västergötland |       | 57.450370, 13.468189 | 10173800190001 | Ladda upp en bild av detta fornminne |
| Mossebo 20:1 | Stensättning |              | Mossebo, Västergötland |       | 57.448497, 13.455989 | 10173800200001 | Ladda upp en bild av detta fornminne |
| Mossebo 23:1 | Stensättning |              | Mossebo, Västergötland |       | 57.466779, 13.469672 | 10173800230001 | Ladda upp en bild av detta fornminne |
| Mossebo 23:2 | Stensättning |              | Mossebo, Västergötland |       | 57.466582, 13.469591 | 10173800230002 | Ladda upp en bild av detta fornminne |
| Mossebo 23:3 | Röse         |              | Mossebo, Västergötland |       | 57.466443, 13.469250 | 10173800230003 | Ladda upp en bild av detta fornminne |
| Mossebo 23:4 | Stenkrets    |              | Mossebo, Västergötland |       | 57.466514, 13.470144 | 10173800230004 | Ladda upp en bild av detta fornminne |
| Mossebo 24:1 | Stensättning |              | Mossebo, Västergötland |       | 57.466520, 13.471386 | 10173800240001 | Ladda upp en bild av detta fornminne |
| Mossebo 24:2 | Stensättning |              | Mossebo, Västergötland |       | 57.466631, 13.471914 | 10173800240002 | Ladda upp en bild av detta fornminne |
| Mossebo 47:1 | Röse         |              | Mossebo, Västergötland |       | 57.475818, 13.514895 | 10173800470001 | Ladda upp en bild av detta fornminne |
| Mossebo 80:1 | Stenkrets    |              | Mossebo, Västergötland |       | 57.449301, 13.388966 | 10173800800001 | Ladda upp en bild av detta fornminne |
| Mossebo 91:1 | Röse         |              | Mossebo, Västergötland |       | 57.476870, 13.506691 | 10173800910001 | Ladda upp en bild av detta fornminne |
| Mossebo 92:1 | Stensättning |              | Mossebo, Västergötland |       | 57.476851, 13.508265 | 10173800920001 | Ladda upp en bild av detta fornminne |
| Mossebo 94:1 | Röse         |              | Mossebo, Västergötland |       | 57.465794, 13.462498 | 10173800940001 | Ladda upp en bild av detta fornminne |
| Mossebo 94:2 | Stensättning |              | Mossebo, Västergötland |       | 57.465719, 13.462265 | 10173800940002 | Ladda upp en bild av detta fornminne |

## Månstad
| Namn          | Lämningstyp                 | Tillkomsttid | Historisk indelning    | Plats | Läge                 | ID-nr          | Bild                                      |
| ------------- | --------------------------- | ------------ | ---------------------- | ----- | -------------------- | -------------- | ----------------------------------------- |
| Månstad 1:1   | Röse                        |              | Månstad, Västergötland |       | 57.619384, 13.379720 | 10174000010001 | Ladda upp en bild av detta fornminne      |
| Månstad 2:1   | Röse                        |              | Månstad, Västergötland |       | 57.617372, 13.377587 | 10174000020001 | Ladda upp en bild av detta fornminne      |
| Månstad 3:1   | Stensättning                |              | Månstad, Västergötland |       | 57.610246, 13.358368 | 10174000030001 | Ladda upp en bild av detta fornminne      |
| Månstad 4:1   | Stensättning                |              | Månstad, Västergötland |       | 57.599887, 13.363691 | 10174000040001 | Ladda upp en bild av detta fornminne      |
| Månstad 5:1   | Gravfält                    |              | Månstad, Västergötland |       | 57.603977, 13.346835 | 10174000050001 | Ladda upp en bild av detta fornminne      |
| Månstad 6:1   | Runristning                 |              | Månstad, Västergötland |       | 57.603605, 13.348236 | 10174000060001 | Ladda upp en till bild av detta fornminne |
| Månstad 8:1   | Stensättning                |              | Månstad, Västergötland |       | 57.600395, 13.345208 | 10174000080001 | Ladda upp en bild av detta fornminne      |
| Månstad 9:1   | Röse                        |              | Månstad, Västergötland |       | 57.597698, 13.345690 | 10174000090001 | Ladda upp en bild av detta fornminne      |
| Månstad 10:1  | Röse                        |              | Månstad, Västergötland |       | 57.596995, 13.342623 | 10174000100001 | Ladda upp en bild av detta fornminne      |
| Månstad 10:2  | Stensättning                |              | Månstad, Västergötland |       | 57.596563, 13.342575 | 10174000100002 | Ladda upp en bild av detta fornminne      |
| Månstad 10:3  | Röse                        |              | Månstad, Västergötland |       | 57.596669, 13.342025 | 10174000100003 | Ladda upp en bild av detta fornminne      |
| Månstad 10:4  | Hällristning                |              | Månstad, Västergötland |       | 57.596886, 13.343529 | 10174000100004 | Ladda upp en bild av detta fornminne      |
| Månstad 12:1  | Stensättning                |              | Månstad, Västergötland |       | 57.599836, 13.365898 | 10174000120001 | Ladda upp en bild av detta fornminne      |
| Månstad 12:2  | Grav markerad av sten/block |              | Månstad, Västergötland |       | 57.599660, 13.365910 | 10174000120002 | Ladda upp en bild av detta fornminne      |
| Månstad 13:1  | Stensättning                |              | Månstad, Västergötland |       | 57.598789, 13.365293 | 10174000130001 | Ladda upp en bild av detta fornminne      |
| Månstad 13:2  | Stensättning                |              | Månstad, Västergötland |       | 57.598615, 13.365695 | 10174000130002 | Ladda upp en bild av detta fornminne      |
| Månstad 13:4  | Hällristning                |              | Månstad, Västergötland |       | 57.598529, 13.365992 | 10174000130004 | Ladda upp en bild av detta fornminne      |
| Månstad 13:5  | Hällristning                |              | Månstad, Västergötland |       | 57.598184, 13.365547 | 10174000130005 | Ladda upp en bild av detta fornminne      |
| Månstad 13:6  | Hällristning                |              | Månstad, Västergötland |       | 57.598232, 13.365458 | 10174000130006 | Ladda upp en bild av detta fornminne      |
| Månstad 14:1  | Röse                        |              | Månstad, Västergötland |       | 57.597397, 13.364657 | 10174000140001 | Ladda upp en bild av detta fornminne      |
| Månstad 14:2  | Röse                        |              | Månstad, Västergötland |       | 57.597169, 13.364280 | 10174000140002 | Ladda upp en bild av detta fornminne      |
| Månstad 17:1  | Hällristning                |              | Månstad, Västergötland |       | 57.583857, 13.370678 | 10174000170001 | Ladda upp en bild av detta fornminne      |
| Månstad 20:1  | Stensättning                |              | Månstad, Västergötland |       | 57.599611, 13.345199 | 10174000200001 | Ladda upp en bild av detta fornminne      |
| Månstad 24:1  | Stensättning                |              | Månstad, Västergötland |       | 57.605030, 13.344249 | 10174000240001 | Ladda upp en bild av detta fornminne      |
| Månstad 25:1  | Stensättning                |              | Månstad, Västergötland |       | 57.597101, 13.347070 | 10174000250001 | Ladda upp en bild av detta fornminne      |
| Månstad 26:1  | Hällristning                |              | Månstad, Västergötland |       | 57.592702, 13.314031 | 10174000260001 | Ladda upp en bild av detta fornminne      |
| Månstad 27:1  | Hällristning                |              | Månstad, Västergötland |       | 57.593086, 13.343030 | 10174000270001 | Ladda upp en bild av detta fornminne      |
| Månstad 30:1  | Hällristning                |              | Månstad, Västergötland |       | 57.596424, 13.360424 | 10174000300001 | Ladda upp en bild av detta fornminne      |
| Månstad 32:1  | Hällristning                |              | Månstad, Västergötland |       | 57.592662, 13.365584 | 10174000320001 | Ladda upp en bild av detta fornminne      |
| Månstad 33:1  | Hällristning                |              | Månstad, Västergötland |       | 57.592254, 13.366171 | 10174000330001 | Ladda upp en bild av detta fornminne      |
| Månstad 33:2  | Hällristning                |              | Månstad, Västergötland |       | 57.592115, 13.366574 | 10174000330002 | Ladda upp en bild av detta fornminne      |
| Månstad 52:1  | Hällristning                |              | Månstad, Västergötland |       | 57.592985, 13.312500 | 10174000520001 | Ladda upp en bild av detta fornminne      |
| Månstad 53:1  | Stensättning                |              | Månstad, Västergötland |       | 57.587596, 13.303072 | 10174000530001 | Ladda upp en bild av detta fornminne      |
| Månstad 53:2  | Stenkrets                   |              | Månstad, Västergötland |       | 57.587468, 13.303144 | 10174000530002 | Ladda upp en bild av detta fornminne      |
| Månstad 55:1  | Stensättning                |              | Månstad, Västergötland |       | 57.558568, 13.290808 | 10174000550001 | Ladda upp en bild av detta fornminne      |
| Månstad 56:1  | Stensättning                |              | Månstad, Västergötland |       | 57.562555, 13.333081 | 10174000560001 | Ladda upp en bild av detta fornminne      |
| Månstad 58:1  | Stensättning                |              | Månstad, Västergötland |       | 57.591053, 13.337337 | 10174000580001 | Ladda upp en bild av detta fornminne      |
| Månstad 62:1  | Hällristning                |              | Månstad, Västergötland |       | 57.582922, 13.341599 | 10174000620001 | Ladda upp en bild av detta fornminne      |
| Månstad 63:1  | Stensättning                |              | Månstad, Västergötland |       | 57.582038, 13.339176 | 10174000630001 | Ladda upp en bild av detta fornminne      |
| Månstad 64:1  | Hällristning                |              | Månstad, Västergötland |       | 57.582327, 13.341234 | 10174000640001 | Ladda upp en bild av detta fornminne      |
| Månstad 64:2  | Hällristning                |              | Månstad, Västergötland |       | 57.582270, 13.341254 | 10174000640002 | Ladda upp en bild av detta fornminne      |
| Månstad 73:1  | Hällristning                |              | Månstad, Västergötland |       | 57.555493, 13.294740 | 10174000730001 | Ladda upp en bild av detta fornminne      |
| Månstad 78:1  | Stensättning                |              | Månstad, Västergötland |       | 57.607134, 13.370928 | 10174000780001 | Ladda upp en bild av detta fornminne      |
| Månstad 95:1  | Stensättning                |              | Månstad, Västergötland |       | 57.610554, 13.331948 | 10174000950001 | Ladda upp en bild av detta fornminne      |
| Månstad 97:1  | Stensättning                |              | Månstad, Västergötland |       | 57.603608, 13.344446 | 10174000970001 | Ladda upp en bild av detta fornminne      |
| Månstad 104:1 | Stensättning                |              | Månstad, Västergötland |       | 57.615305, 13.388644 | 10174001040001 | Ladda upp en bild av detta fornminne      |
| Månstad 105:1 | Gravfält                    |              | Månstad, Västergötland |       | 57.594110, 13.318463 | 10174001050001 | Ladda upp en bild av detta fornminne      |
| Månstad 110:1 | Hällristning                |              | Månstad, Västergötland |       | 57.597763, 13.345605 | 10174001100001 | Ladda upp en bild av detta fornminne      |

## Nittorp
| Namn                              | Lämningstyp                 | Tillkomsttid | Historisk indelning    | Plats | Läge                 | ID-nr          | Bild                                 |
| --------------------------------- | --------------------------- | ------------ | ---------------------- | ----- | -------------------- | -------------- | ------------------------------------ |
| Nittorp 2:1                       | Stensättning                |              | Nittorp, Västergötland |       | 57.499515, 13.569668 | 10174300020001 | Ladda upp en bild av detta fornminne |
| Högarör (Nittorp 5:1)             | Röse                        |              | Nittorp, Västergötland |       | 57.579039, 13.495035 | 10174300050001 | Ladda upp en bild av detta fornminne |
| Nittorp 6:1                       | Röse                        |              | Nittorp, Västergötland |       | 57.578449, 13.496956 | 10174300060001 | Ladda upp en bild av detta fornminne |
| Nittorp 6:2                       | Röse                        |              | Nittorp, Västergötland |       | 57.578584, 13.496996 | 10174300060002 | Ladda upp en bild av detta fornminne |
| Nittorp 8:1                       | Gravfält                    |              | Nittorp, Västergötland |       | 57.583463, 13.503206 | 10174300080001 | Ladda upp en bild av detta fornminne |
| Nittorp 9:1                       | Gravfält                    |              | Nittorp, Västergötland |       | 57.582706, 13.503045 | 10174300090001 | Ladda upp en bild av detta fornminne |
| Nittorp 10:1                      | Röse                        |              | Nittorp, Västergötland |       | 57.589110, 13.507261 | 10174300100001 | Ladda upp en bild av detta fornminne |
| Nittorps kyrkoruin (Nittorp 11:1) | Begravningsplats            |              | Nittorp, Västergötland |       | 57.581719, 13.497572 | 10174300110001 | Ladda upp en bild av detta fornminne |
| Nittorps kyrkoruin (Nittorp 11:2) | Kyrka/kapell                |              | Nittorp, Västergötland |       | 57.581766, 13.497596 | 10174300110002 | Ladda upp en bild av detta fornminne |
| Nittorp 12:1                      | Röse                        |              | Nittorp, Västergötland |       | 57.579931, 13.491448 | 10174300120001 | Ladda upp en bild av detta fornminne |
| Nittorp 12:3                      | Röse                        |              | Nittorp, Västergötland |       | 57.579463, 13.491378 | 10174300120003 | Ladda upp en bild av detta fornminne |
| Nittorp 13:1                      | Gravfält                    |              | Nittorp, Västergötland |       | 57.581897, 13.502039 | 10174300130001 | Ladda upp en bild av detta fornminne |
| Nittorp 14:1                      | Röse                        |              | Nittorp, Västergötland |       | 57.587879, 13.507510 | 10174300140001 | Ladda upp en bild av detta fornminne |
| Nittorp 15:1                      | Röse                        |              | Nittorp, Västergötland |       | 57.588746, 13.506567 | 10174300150001 | Ladda upp en bild av detta fornminne |
| Nittorp 16:1                      | Röse                        |              | Nittorp, Västergötland |       | 57.580608, 13.502616 | 10174300160001 | Ladda upp en bild av detta fornminne |
| Nittorp 16:2                      | Stensättning                |              | Nittorp, Västergötland |       | 57.580930, 13.502536 | 10174300160002 | Ladda upp en bild av detta fornminne |
| Nittorp 18:1                      | Röse                        |              | Nittorp, Västergötland |       | 57.579271, 13.505201 | 10174300180001 | Ladda upp en bild av detta fornminne |
| Nittorp 18:2                      | Röse                        |              | Nittorp, Västergötland |       | 57.579381, 13.505469 | 10174300180002 | Ladda upp en bild av detta fornminne |
| Nittorp 20:1                      | Röse                        |              | Nittorp, Västergötland |       | 57.573786, 13.498634 | 10174300200001 | Ladda upp en bild av detta fornminne |
| Nittorp 21:1                      | Röse                        |              | Nittorp, Västergötland |       | 57.574573, 13.499895 | 10174300210001 | Ladda upp en bild av detta fornminne |
| Nittorp 21:2                      | Röse                        |              | Nittorp, Västergötland |       | 57.574936, 13.499887 | 10174300210002 | Ladda upp en bild av detta fornminne |
| Nittorp 21:3                      | Röse                        |              | Nittorp, Västergötland |       | 57.574808, 13.499910 | 10174300210003 | Ladda upp en bild av detta fornminne |
| Nittorp 22:1                      | Röse                        |              | Nittorp, Västergötland |       | 57.574518, 13.497467 | 10174300220001 | Ladda upp en bild av detta fornminne |
| Nittorp 22:2                      | Röse                        |              | Nittorp, Västergötland |       | 57.574812, 13.497309 | 10174300220002 | Ladda upp en bild av detta fornminne |
| Nittorp 22:3                      | Röse                        |              | Nittorp, Västergötland |       | 57.574782, 13.497103 | 10174300220003 | Ladda upp en bild av detta fornminne |
| Nittorp 22:4                      | Röse                        |              | Nittorp, Västergötland |       | 57.574613, 13.497586 | 10174300220004 | Ladda upp en bild av detta fornminne |
| Nittorp 23:1                      | Röse                        |              | Nittorp, Västergötland |       | 57.574097, 13.496335 | 10174300230001 | Ladda upp en bild av detta fornminne |
| Nittorp 24:1                      | Röse                        |              | Nittorp, Västergötland |       | 57.574761, 13.494921 | 10174300240001 | Ladda upp en bild av detta fornminne |
| Nittorp 25:1                      | Stensättning                |              | Nittorp, Västergötland |       | 57.574688, 13.471435 | 10174300250001 | Ladda upp en bild av detta fornminne |
| Nittorp 28:1                      | Röse                        |              | Nittorp, Västergötland |       | 57.578553, 13.467320 | 10174300280001 | Ladda upp en bild av detta fornminne |
| Nittorp 33:1                      | Röse                        |              | Nittorp, Västergötland |       | 57.572272, 13.521686 | 10174300330001 | Ladda upp en bild av detta fornminne |
| Nittorp 34:1                      | Stensättning                |              | Nittorp, Västergötland |       | 57.571927, 13.519794 | 10174300340001 | Ladda upp en bild av detta fornminne |
| Nittorp 35:1                      | Runristning                 |              | Nittorp, Västergötland |       | 57.573540, 13.522567 | 10174300350001 | Ladda upp en bild av detta fornminne |
| Nittorp 36:1                      | Stensättning                |              | Nittorp, Västergötland |       | 57.575744, 13.522050 | 10174300360001 | Ladda upp en bild av detta fornminne |
| Nittorp 36:2                      | Stensättning                |              | Nittorp, Västergötland |       | 57.575615, 13.521852 | 10174300360002 | Ladda upp en bild av detta fornminne |
| Nittorp 37:1                      | Röse                        |              | Nittorp, Västergötland |       | 57.575468, 13.519519 | 10174300370001 | Ladda upp en bild av detta fornminne |
| Nittorp 37:2                      | Röse                        |              | Nittorp, Västergötland |       | 57.575178, 13.519543 | 10174300370002 | Ladda upp en bild av detta fornminne |
| Nittorp 37:3                      | Stensättning                |              | Nittorp, Västergötland |       | 57.575308, 13.520109 | 10174300370003 | Ladda upp en bild av detta fornminne |
| Nittorp 38:1                      | Röse                        |              | Nittorp, Västergötland |       | 57.576546, 13.509509 | 10174300380001 | Ladda upp en bild av detta fornminne |
| Nittorp 38:2                      | Stenkrets                   |              | Nittorp, Västergötland |       | 57.576417, 13.509522 | 10174300380002 | Ladda upp en bild av detta fornminne |
| Nittorp 40:1                      | Stensättning                |              | Nittorp, Västergötland |       | 57.583226, 13.531760 | 10174300400001 | Ladda upp en bild av detta fornminne |
| Nittorp 41:1                      | Röse                        |              | Nittorp, Västergötland |       | 57.568565, 13.520176 | 10174300410001 | Ladda upp en bild av detta fornminne |
| Nittorp 42:1                      | Stensättning                |              | Nittorp, Västergötland |       | 57.567009, 13.519077 | 10174300420001 | Ladda upp en bild av detta fornminne |
| Nittorp 42:2                      | Stensättning                |              | Nittorp, Västergötland |       | 57.567138, 13.519171 | 10174300420002 | Ladda upp en bild av detta fornminne |
| Nittorp 42:3                      | Stensättning                |              | Nittorp, Västergötland |       | 57.567229, 13.519259 | 10174300420003 | Ladda upp en bild av detta fornminne |
| Nittorp 44:1                      | Röse                        |              | Nittorp, Västergötland |       | 57.569115, 13.518347 | 10174300440001 | Ladda upp en bild av detta fornminne |
| Nittorp 45:1                      | Röse                        |              | Nittorp, Västergötland |       | 57.567633, 13.516429 | 10174300450001 | Ladda upp en bild av detta fornminne |
| Nittorp 45:2                      | Stensättning                |              | Nittorp, Västergötland |       | 57.567860, 13.516678 | 10174300450002 | Ladda upp en bild av detta fornminne |
| Nittorp 46:1                      | Stensättning                |              | Nittorp, Västergötland |       | 57.566855, 13.516385 | 10174300460001 | Ladda upp en bild av detta fornminne |
| Nittorp 47:1                      | Röse                        |              | Nittorp, Västergötland |       | 57.566314, 13.514757 | 10174300470001 | Ladda upp en bild av detta fornminne |
| Nittorp 47:2                      | Stensättning                |              | Nittorp, Västergötland |       | 57.566442, 13.514893 | 10174300470002 | Ladda upp en bild av detta fornminne |
| Nittorp 47:3                      | Grav markerad av sten/block |              | Nittorp, Västergötland |       | 57.566439, 13.514706 | 10174300470003 | Ladda upp en bild av detta fornminne |
| Nittorp 48:1                      | Stensättning                |              | Nittorp, Västergötland |       | 57.548906, 13.528127 | 10174300480001 | Ladda upp en bild av detta fornminne |
| Nittorp 49:1                      | Grav markerad av sten/block |              | Nittorp, Västergötland |       | 57.549396, 13.491704 | 10174300490001 | Ladda upp en bild av detta fornminne |
| Nittorp 50:1                      | Röse                        |              | Nittorp, Västergötland |       | 57.562561, 13.485229 | 10174300500001 | Ladda upp en bild av detta fornminne |
| Nittorp 50:2                      | Röse                        |              | Nittorp, Västergötland |       | 57.562353, 13.485484 | 10174300500002 | Ladda upp en bild av detta fornminne |
| Nittorp 50:3                      | Stensättning                |              | Nittorp, Västergötland |       | 57.562434, 13.485189 | 10174300500003 | Ladda upp en bild av detta fornminne |
| Nittorp 50:4                      | Stensättning                |              | Nittorp, Västergötland |       | 57.562347, 13.485765 | 10174300500004 | Ladda upp en bild av detta fornminne |
| Nittorp 51:1                      | Röse                        |              | Nittorp, Västergötland |       | 57.555533, 13.485208 | 10174300510001 | Ladda upp en bild av detta fornminne |
| Nittorp 52:1                      | Röse                        |              | Nittorp, Västergötland |       | 57.554414, 13.484943 | 10174300520001 | Ladda upp en bild av detta fornminne |
| Nittorp 52:2                      | Röse                        |              | Nittorp, Västergötland |       | 57.554192, 13.484868 | 10174300520002 | Ladda upp en bild av detta fornminne |
| Nittorp 53:1                      | Röse                        |              | Nittorp, Västergötland |       | 57.552273, 13.486358 | 10174300530001 | Ladda upp en bild av detta fornminne |
| Nittorp 54:1                      | Röse                        |              | Nittorp, Västergötland |       | 57.551413, 13.485828 | 10174300540001 | Ladda upp en bild av detta fornminne |
| Nittorp 57:1                      | Stensättning                |              | Nittorp, Västergötland |       | 57.536543, 13.487939 | 10174300570001 | Ladda upp en bild av detta fornminne |
| Nittorp 59:1                      | Röse                        |              | Nittorp, Västergötland |       | 57.529010, 13.468492 | 10174300590001 | Ladda upp en bild av detta fornminne |
| Nittorp 59:2                      | Röse                        |              | Nittorp, Västergötland |       | 57.528881, 13.468499 | 10174300590002 | Ladda upp en bild av detta fornminne |
| Nittorp 59:3                      | Röse                        |              | Nittorp, Västergötland |       | 57.528651, 13.468365 | 10174300590003 | Ladda upp en bild av detta fornminne |
| Nittorp 59:4                      | Röse                        |              | Nittorp, Västergötland |       | 57.528524, 13.468288 | 10174300590004 | Ladda upp en bild av detta fornminne |
| Nittorp 61:1                      | Stenkrets                   |              | Nittorp, Västergötland |       | 57.542478, 13.477828 | 10174300610001 | Ladda upp en bild av detta fornminne |
| Nittorp 62:1                      | Gravfält                    |              | Nittorp, Västergötland |       | 57.556124, 13.462156 | 10174300620001 | Ladda upp en bild av detta fornminne |
| Nittorp 64:1                      | Röse                        |              | Nittorp, Västergötland |       | 57.529038, 13.544271 | 10174300640001 | Ladda upp en bild av detta fornminne |
| Nittorp 66:1                      | Gravfält                    |              | Nittorp, Västergötland |       | 57.581827, 13.501488 | 10174300660001 | Ladda upp en bild av detta fornminne |
| Nittorp 68:1                      | Stensättning                |              | Nittorp, Västergötland |       | 57.587312, 13.505307 | 10174300680001 | Ladda upp en bild av detta fornminne |
| Nittorp 68:2                      | Röse                        |              | Nittorp, Västergötland |       | 57.587224, 13.505061 | 10174300680002 | Ladda upp en bild av detta fornminne |
| Nittorp 68:3                      | Röse                        |              | Nittorp, Västergötland |       | 57.587298, 13.505967 | 10174300680003 | Ladda upp en bild av detta fornminne |
| Nittorp 69:1                      | Röse                        |              | Nittorp, Västergötland |       | 57.563353, 13.486926 | 10174300690001 | Ladda upp en bild av detta fornminne |
| Nittorp 70:1                      | Röse                        |              | Nittorp, Västergötland |       | 57.557114, 13.491041 | 10174300700001 | Ladda upp en bild av detta fornminne |
| Trollekullen (Nittorp 71:1)       | Röse                        |              | Nittorp, Västergötland |       | 57.557088, 13.489121 | 10174300710001 | Ladda upp en bild av detta fornminne |
| Nittorp 72:1                      | Gravfält                    |              | Nittorp, Västergötland |       | 57.543022, 13.479590 | 10174300720001 | Ladda upp en bild av detta fornminne |
| Nittorp 73:1                      | Gravfält                    |              | Nittorp, Västergötland |       | 57.557309, 13.463313 | 10174300730001 | Ladda upp en bild av detta fornminne |
| Nittorp 74:1                      | Stensättning                |              | Nittorp, Västergötland |       | 57.566491, 13.518554 | 10174300740001 | Ladda upp en bild av detta fornminne |
| Nittorp 74:2                      | Stensättning                |              | Nittorp, Västergötland |       | 57.566362, 13.518598 | 10174300740002 | Ladda upp en bild av detta fornminne |
| Nittorp 76:1                      | Röse                        |              | Nittorp, Västergötland |       | 57.580988, 13.505920 | 10174300760001 | Ladda upp en bild av detta fornminne |
| Nittorp 77:1                      | Röse                        |              | Nittorp, Västergötland |       | 57.581539, 13.505244 | 10174300770001 | Ladda upp en bild av detta fornminne |
| Nittorp 79:1                      | Röse                        |              | Nittorp, Västergötland |       | 57.581507, 13.504085 | 10174300790001 | Ladda upp en bild av detta fornminne |
| Nittorp 80:1                      | Röse                        |              | Nittorp, Västergötland |       | 57.579584, 13.502366 | 10174300800001 | Ladda upp en bild av detta fornminne |
| Nittorp 81:1                      | Stensättning                |              | Nittorp, Västergötland |       | 57.554893, 13.501967 | 10174300810001 | Ladda upp en bild av detta fornminne |
| Nittorp 82:1                      | Röse                        |              | Nittorp, Västergötland |       | 57.555936, 13.502330 | 10174300820001 | Ladda upp en bild av detta fornminne |
| Nittorp 82:2                      | Röse                        |              | Nittorp, Västergötland |       | 57.555803, 13.502287 | 10174300820002 | Ladda upp en bild av detta fornminne |
| Nittorp 82:3                      | Stensättning                |              | Nittorp, Västergötland |       | 57.555702, 13.502169 | 10174300820003 | Ladda upp en bild av detta fornminne |
| Nittorp 83:1                      | Stensättning                |              | Nittorp, Västergötland |       | 57.556316, 13.504301 | 10174300830001 | Ladda upp en bild av detta fornminne |
| Nittorp 84:1                      | Röse                        |              | Nittorp, Västergötland |       | 57.557227, 13.506145 | 10174300840001 | Ladda upp en bild av detta fornminne |
| Nittorp 85:1                      | Stensättning                |              | Nittorp, Västergötland |       | 57.559078, 13.511066 | 10174300850001 | Ladda upp en bild av detta fornminne |
| Nittorp 85:2                      | Stensättning                |              | Nittorp, Västergötland |       | 57.559179, 13.511438 | 10174300850002 | Ladda upp en bild av detta fornminne |
| Nittorp 86:1                      | Gravfält                    |              | Nittorp, Västergötland |       | 57.560443, 13.512134 | 10174300860001 | Ladda upp en bild av detta fornminne |
| Nittorp 87:1                      | Stensättning                |              | Nittorp, Västergötland |       | 57.563708, 13.512720 | 10174300870001 | Ladda upp en bild av detta fornminne |
| Nittorp 88:1                      | Röse                        |              | Nittorp, Västergötland |       | 57.565467, 13.517861 | 10174300880001 | Ladda upp en bild av detta fornminne |
| Nittorp 88:2                      | Stensättning                |              | Nittorp, Västergötland |       | 57.565314, 13.518384 | 10174300880002 | Ladda upp en bild av detta fornminne |
| Nittorp 90:1                      | Stensättning                |              | Nittorp, Västergötland |       | 57.575433, 13.518324 | 10174300900001 | Ladda upp en bild av detta fornminne |
| Nittorp 91:1                      | Stensättning                |              | Nittorp, Västergötland |       | 57.573090, 13.506465 | 10174300910001 | Ladda upp en bild av detta fornminne |
| Nittorp 91:2                      | Röse                        |              | Nittorp, Västergötland |       | 57.572892, 13.507334 | 10174300910002 | Ladda upp en bild av detta fornminne |
| Nittorp 91:3                      | Grav markerad av sten/block |              | Nittorp, Västergötland |       | 57.572948, 13.507124 | 10174300910003 | Ladda upp en bild av detta fornminne |
| Nittorp 91:4                      | Grav markerad av sten/block |              | Nittorp, Västergötland |       | 57.573003, 13.507191 | 10174300910004 | Ladda upp en bild av detta fornminne |
| Nittorp 92:1                      | Röse                        |              | Nittorp, Västergötland |       | 57.564972, 13.485676 | 10174300920001 | Ladda upp en bild av detta fornminne |
| Nittorp 92:2                      | Röse                        |              | Nittorp, Västergötland |       | 57.565522, 13.485221 | 10174300920002 | Ladda upp en bild av detta fornminne |
| Nittorp 93:1                      | Röse                        |              | Nittorp, Västergötland |       | 57.567640, 13.488088 | 10174300930001 | Ladda upp en bild av detta fornminne |
| Nittorp 94:1                      | Röse                        |              | Nittorp, Västergötland |       | 57.562457, 13.490067 | 10174300940001 | Ladda upp en bild av detta fornminne |
| Nittorp 95:1                      | Röse                        |              | Nittorp, Västergötland |       | 57.558964, 13.489054 | 10174300950001 | Ladda upp en bild av detta fornminne |
| Nittorp 96:1                      | Stensättning                |              | Nittorp, Västergötland |       | 57.561608, 13.487100 | 10174300960001 | Ladda upp en bild av detta fornminne |
| Nittorp 97:1                      | Stensättning                |              | Nittorp, Västergötland |       | 57.547824, 13.483415 | 10174300970001 | Ladda upp en bild av detta fornminne |
| Nittorp 97:2                      | Stensättning                |              | Nittorp, Västergötland |       | 57.548030, 13.483166 | 10174300970002 | Ladda upp en bild av detta fornminne |
| Nittorp 98:1                      | Stensättning                |              | Nittorp, Västergötland |       | 57.546344, 13.482385 | 10174300980001 | Ladda upp en bild av detta fornminne |
| Nittorp 98:2                      | Stensättning                |              | Nittorp, Västergötland |       | 57.546226, 13.482435 | 10174300980002 | Ladda upp en bild av detta fornminne |
| Nittorp 98:3                      | Stensättning                |              | Nittorp, Västergötland |       | 57.546228, 13.482215 | 10174300980003 | Ladda upp en bild av detta fornminne |
| Nittorp 99:1                      | Röse                        |              | Nittorp, Västergötland |       | 57.537872, 13.471393 | 10174300990001 | Ladda upp en bild av detta fornminne |
| Nittorp 99:2                      | Stensättning                |              | Nittorp, Västergötland |       | 57.537989, 13.471590 | 10174300990002 | Ladda upp en bild av detta fornminne |
| Nittorp 100:1                     | Stensättning                |              | Nittorp, Västergötland |       | 57.536871, 13.468908 | 10174301000001 | Ladda upp en bild av detta fornminne |
| Nittorp 101:1                     | Stensättning                |              | Nittorp, Västergötland |       | 57.548230, 13.484338 | 10174301010001 | Ladda upp en bild av detta fornminne |
| Nittorp 102:1                     | Röse                        |              | Nittorp, Västergötland |       | 57.527875, 13.473223 | 10174301020001 | Ladda upp en bild av detta fornminne |
| Nittorp 109:1                     | Röse                        |              | Nittorp, Västergötland |       | 57.539092, 13.487022 | 10174301090001 | Ladda upp en bild av detta fornminne |
| Nittorp 110:1                     | Röse                        |              | Nittorp, Västergötland |       | 57.538388, 13.485899 | 10174301100001 | Ladda upp en bild av detta fornminne |
| Nittorp 111:1                     | Stensättning                |              | Nittorp, Västergötland |       | 57.533701, 13.480213 | 10174301110001 | Ladda upp en bild av detta fornminne |
| Nittorp 111:2                     | Stensättning                |              | Nittorp, Västergötland |       | 57.533701, 13.480437 | 10174301110002 | Ladda upp en bild av detta fornminne |
| Nittorp 112:1                     | Stensättning                |              | Nittorp, Västergötland |       | 57.534811, 13.480892 | 10174301120001 | Ladda upp en bild av detta fornminne |
| Nittorp 116:1                     | Stensättning                |              | Nittorp, Västergötland |       | 57.539073, 13.479355 | 10174301160001 | Ladda upp en bild av detta fornminne |
| Nittorp 116:2                     | Grav markerad av sten/block |              | Nittorp, Västergötland |       | 57.538961, 13.479077 | 10174301160002 | Ladda upp en bild av detta fornminne |
| Nittorp 116:3                     | Grav markerad av sten/block |              | Nittorp, Västergötland |       | 57.538779, 13.478803 | 10174301160003 | Ladda upp en bild av detta fornminne |
| Nittorp 131:1                     | Röse                        |              | Nittorp, Västergötland |       | 57.552793, 13.525416 | 10174301310001 | Ladda upp en bild av detta fornminne |
| Nittorp 135:1                     | Stensättning                |              | Nittorp, Västergötland |       | 57.555049, 13.509646 | 10174301350001 | Ladda upp en bild av detta fornminne |
| Nittorp 139:1                     | Stensättning                |              | Nittorp, Västergötland |       | 57.559401, 13.520809 | 10174301390001 | Ladda upp en bild av detta fornminne |
| Nittorp 139:2                     | Stensättning                |              | Nittorp, Västergötland |       | 57.559287, 13.520692 | 10174301390002 | Ladda upp en bild av detta fornminne |
| Nittorp 151:1                     | Stensättning                |              | Nittorp, Västergötland |       | 57.531937, 13.478609 | 10174301510001 | Ladda upp en bild av detta fornminne |
| Nittorp 155:1                     | Stensättning                |              | Nittorp, Västergötland |       | 57.571411, 13.519666 | 10174301550001 | Ladda upp en bild av detta fornminne |
| Nittorp 162:1                     | Röse                        |              | Nittorp, Västergötland |       | 57.583308, 13.522522 | 10174301620001 | Ladda upp en bild av detta fornminne |
| Nittorp 164:1                     | Röse                        |              | Nittorp, Västergötland |       | 57.585806, 13.505470 | 10174301640001 | Ladda upp en bild av detta fornminne |
| Nittorp 165:1                     | Stensättning                |              | Nittorp, Västergötland |       | 57.582002, 13.507365 | 10174301650001 | Ladda upp en bild av detta fornminne |
| Nittorp 167:1                     | Stensättning                |              | Nittorp, Västergötland |       | 57.574680, 13.503938 | 10174301670001 | Ladda upp en bild av detta fornminne |
| Nittorp 168:1                     | Röse                        |              | Nittorp, Västergötland |       | 57.584371, 13.499475 | 10174301680001 | Ladda upp en bild av detta fornminne |
| Nittorp 171:1                     | Stensättning                |              | Nittorp, Västergötland |       | 57.578041, 13.466323 | 10174301710001 | Ladda upp en bild av detta fornminne |
| Nittorp 177:1                     | Stensättning                |              | Nittorp, Västergötland |       | 57.566602, 13.437724 | 10174301770001 | Ladda upp en bild av detta fornminne |
| Nittorp 177:2                     | Stensättning                |              | Nittorp, Västergötland |       | 57.566533, 13.437550 | 10174301770002 | Ladda upp en bild av detta fornminne |
| Nittorp 189:1                     | Stensättning                |              | Nittorp, Västergötland |       | 57.533308, 13.457740 | 10174301890001 | Ladda upp en bild av detta fornminne |
| Nittorp 202:1                     | Stensättning                |              | Nittorp, Västergötland |       | 57.582152, 13.509113 | 10174302020001 | Ladda upp en bild av detta fornminne |
| Nittorp 203:1                     | Stensättning                |              | Nittorp, Västergötland |       | 57.581979, 13.503935 | 10174302030001 | Ladda upp en bild av detta fornminne |
| Nittorp 208:1                     | Stensättning                |              | Nittorp, Västergötland |       | 57.557508, 13.511152 | 10174302080001 | Ladda upp en bild av detta fornminne |
| Nittorp 209:1                     | Stensättning                |              | Nittorp, Västergötland |       | 57.534951, 13.481970 | 10174302090001 | Ladda upp en bild av detta fornminne |
| Nittorp 211:1                     | Stensättning                |              | Nittorp, Västergötland |       | 57.576697, 13.518806 | 10174302110001 | Ladda upp en bild av detta fornminne |
| Nittorp 211:2                     | Stensättning                |              | Nittorp, Västergötland |       | 57.576601, 13.518714 | 10174302110002 | Ladda upp en bild av detta fornminne |
| Nittorp 211:3                     | Stensättning                |              | Nittorp, Västergötland |       | 57.576817, 13.518787 | 10174302110003 | Ladda upp en bild av detta fornminne |
| Nittorp 212:1                     | Hög                         |              | Nittorp, Västergötland |       | 57.573667, 13.522116 | 10174302120001 | Ladda upp en bild av detta fornminne |

## Sjötofta
| Namn                                  | Lämningstyp                 | Tillkomsttid | Historisk indelning     | Plats | Läge                 | ID-nr          | Bild                                      |
| ------------------------------------- | --------------------------- | ------------ | ----------------------- | ----- | -------------------- | -------------- | ----------------------------------------- |
| Sjötofta 2:1                          | Gravfält                    |              | Sjötofta, Västergötland |       | 57.319869, 13.348037 | 10176700020001 | Ladda upp en bild av detta fornminne      |
| Sjötofta 4:1                          | Stenkrets                   |              | Sjötofta, Västergötland |       | 57.336609, 13.264833 | 10176700040001 | Ladda upp en bild av detta fornminne      |
| Sjötofta 4:2                          | Grav markerad av sten/block |              | Sjötofta, Västergötland |       | 57.336570, 13.264878 | 10176700040002 | Ladda upp en bild av detta fornminne      |
| Sjötofta 4:3                          | Grav markerad av sten/block |              | Sjötofta, Västergötland |       | 57.336586, 13.264899 | 10176700040003 | Ladda upp en bild av detta fornminne      |
| Sjötofta 5:1                          | Röse                        |              | Sjötofta, Västergötland |       | 57.326979, 13.269496 | 10176700050001 | Ladda upp en bild av detta fornminne      |
| Sjötofta 6:1                          | Röse                        |              | Sjötofta, Västergötland |       | 57.326878, 13.268761 | 10176700060001 | Ladda upp en bild av detta fornminne      |
| Sjötofta 7:1                          | Röse                        |              | Sjötofta, Västergötland |       | 57.314095, 13.261178 | 10176700070001 | Ladda upp en bild av detta fornminne      |
| Sjötofta 8:1                          | Röse                        |              | Sjötofta, Västergötland |       | 57.312153, 13.257548 | 10176700080001 | Ladda upp en bild av detta fornminne      |
| Sjötofta 8:2                          | Röse                        |              | Sjötofta, Västergötland |       | 57.312277, 13.256933 | 10176700080002 | Ladda upp en bild av detta fornminne      |
| Sjötofta 10:1                         | Röse                        |              | Sjötofta, Västergötland |       | 57.307749, 13.264293 | 10176700100001 | Ladda upp en bild av detta fornminne      |
| Sjötofta 12:1                         | Röse                        |              | Sjötofta, Västergötland |       | 57.362149, 13.315935 | 10176700120001 | Ladda upp en bild av detta fornminne      |
| Sjötofta 12:2                         | Röse                        |              | Sjötofta, Västergötland |       | 57.362196, 13.315569 | 10176700120002 | Ladda upp en bild av detta fornminne      |
| Sjötofta 12:3                         | Röse                        |              | Sjötofta, Västergötland |       | 57.362254, 13.315369 | 10176700120003 | Ladda upp en bild av detta fornminne      |
| Sjötofta 17:1                         | Röse                        |              | Sjötofta, Västergötland |       | 57.354363, 13.341295 | 10176700170001 | Ladda upp en bild av detta fornminne      |
| Sjötofta 18:1                         | Röse                        |              | Sjötofta, Västergötland |       | 57.355278, 13.344899 | 10176700180001 | Ladda upp en bild av detta fornminne      |
| Sjötofta 19:1                         | Röse                        |              | Sjötofta, Västergötland |       | 57.355693, 13.343137 | 10176700190001 | Ladda upp en bild av detta fornminne      |
| Sjötofta 20:1                         | Röse                        |              | Sjötofta, Västergötland |       | 57.354781, 13.341910 | 10176700200001 | Ladda upp en bild av detta fornminne      |
| Sjötofta 21:1                         | Gravfält                    |              | Sjötofta, Västergötland |       | 57.356295, 13.342011 | 10176700210001 | Ladda upp en bild av detta fornminne      |
| Sjötofta 24:1                         | Röse                        |              | Sjötofta, Västergötland |       | 57.386150, 13.343405 | 10176700240001 | Ladda upp en bild av detta fornminne      |
| Sjötofta 27:1                         | Stenkrets                   |              | Sjötofta, Västergötland |       | 57.386785, 13.345369 | 10176700270001 | Ladda upp en bild av detta fornminne      |
| Sjötofta 29:1                         | Röse                        |              | Sjötofta, Västergötland |       | 57.299578, 13.259064 | 10176700290001 | Ladda upp en bild av detta fornminne      |
| Sjötofta 29:2                         | Röse                        |              | Sjötofta, Västergötland |       | 57.299480, 13.258894 | 10176700290002 | Ladda upp en bild av detta fornminne      |
| Sjötofta 30:1                         | Röse                        |              | Sjötofta, Västergötland |       | 57.300300, 13.259504 | 10176700300001 | Ladda upp en bild av detta fornminne      |
| Sjötofta 30:2                         | Stensättning                |              | Sjötofta, Västergötland |       | 57.300222, 13.259651 | 10176700300002 | Ladda upp en bild av detta fornminne      |
| Sjötofta 31:1                         | Röse                        |              | Sjötofta, Västergötland |       | 57.301747, 13.261117 | 10176700310001 | Ladda upp en bild av detta fornminne      |
| Sjötofta 33:1                         | Stensättning                |              | Sjötofta, Västergötland |       | 57.362294, 13.311018 | 10176700330001 | Ladda upp en bild av detta fornminne      |
| Bruden och Brudgummen (Sjötofta 34:1) | Gravfält                    |              | Sjötofta, Västergötland |       | 57.355919, 13.288461 | 10176700340001 | Ladda upp en till bild av detta fornminne |
| Sjötofta 35:1                         | Röse                        |              | Sjötofta, Västergötland |       | 57.345910, 13.276773 | 10176700350001 | Ladda upp en bild av detta fornminne      |
| Sjötofta 36:1                         | Röse                        |              | Sjötofta, Västergötland |       | 57.345943, 13.273764 | 10176700360001 | Ladda upp en bild av detta fornminne      |
| Sjötofta 37:1                         | Röse                        |              | Sjötofta, Västergötland |       | 57.346641, 13.272808 | 10176700370001 | Ladda upp en bild av detta fornminne      |
| Sjötofta 38:1                         | Stensättning                |              | Sjötofta, Västergötland |       | 57.320814, 13.347927 | 10176700380001 | Ladda upp en bild av detta fornminne      |
| Sjötofta 38:2                         | Stensättning                |              | Sjötofta, Västergötland |       | 57.320687, 13.347881 | 10176700380002 | Ladda upp en bild av detta fornminne      |
| Sjötofta 39:1                         | Röse                        |              | Sjötofta, Västergötland |       | 57.320052, 13.347360 | 10176700390001 | Ladda upp en bild av detta fornminne      |
| Sjötofta 63:1                         | Röse                        |              | Sjötofta, Västergötland |       | 57.318101, 13.254508 | 10176700630001 | Ladda upp en bild av detta fornminne      |
| Sjötofta 63:2                         | Röse                        |              | Sjötofta, Västergötland |       | 57.317932, 13.254920 | 10176700630002 | Ladda upp en bild av detta fornminne      |
| Sjötofta 72:1                         | Stensättning                |              | Sjötofta, Västergötland |       | 57.346170, 13.271846 | 10176700720001 | Ladda upp en bild av detta fornminne      |
| Sjötofta 73:1                         | Stensättning                |              | Sjötofta, Västergötland |       | 57.317080, 13.253940 | 10176700730001 | Ladda upp en bild av detta fornminne      |
| Sjötofta 78:1                         | Stensättning                |              | Sjötofta, Västergötland |       | 57.381689, 13.293772 | 10176700780001 | Ladda upp en bild av detta fornminne      |
| Sjötofta 79:1                         | Stensättning                |              | Sjötofta, Västergötland |       | 57.376466, 13.294401 | 10176700790001 | Ladda upp en bild av detta fornminne      |

## Södra Åsarp
| Namn                              | Lämningstyp                 | Tillkomsttid | Historisk indelning        | Plats | Läge                 | ID-nr          | Bild                                 |
| --------------------------------- | --------------------------- | ------------ | -------------------------- | ----- | -------------------- | -------------- | ------------------------------------ |
| Södra Åsarp 1:1                   | Gravfält                    |              | Södra Åsarp, Västergötland |       | 57.555585, 13.377940 | 10172500010001 | Ladda upp en bild av detta fornminne |
| Åsa Långas grav (Södra Åsarp 4:1) | Grav markerad av sten/block |              | Södra Åsarp, Västergötland |       | 57.550659, 13.369947 | 10172500040001 | Ladda upp en bild av detta fornminne |
| Åsa Långas grav (Södra Åsarp 4:2) | Grav markerad av sten/block |              | Södra Åsarp, Västergötland |       | 57.550746, 13.369969 | 10172500040002 | Ladda upp en bild av detta fornminne |
| Södra Åsarp 6:1                   | Stensättning                |              | Södra Åsarp, Västergötland |       | 57.518262, 13.357444 | 10172500060001 | Ladda upp en bild av detta fornminne |
| Södra Åsarp 7:1                   | Stenkrets                   |              | Södra Åsarp, Västergötland |       | 57.528553, 13.354184 | 10172500070001 | Ladda upp en bild av detta fornminne |
| Södra Åsarp 7:2                   | Grav markerad av sten/block |              | Södra Åsarp, Västergötland |       | 57.528432, 13.354178 | 10172500070002 | Ladda upp en bild av detta fornminne |
| Södra Åsarp 8:1                   | Röse                        |              | Södra Åsarp, Västergötland |       | 57.562068, 13.389288 | 10172500080001 | Ladda upp en bild av detta fornminne |
| Södra Åsarp 11:1                  | Röse                        |              | Södra Åsarp, Västergötland |       | 57.564079, 13.393725 | 10172500110001 | Ladda upp en bild av detta fornminne |
| Södra Åsarp 14:1                  | Gravfält                    |              | Södra Åsarp, Västergötland |       | 57.564387, 13.363454 | 10172500140001 | Ladda upp en bild av detta fornminne |
| Opensten (Södra Åsarp 15:1)       | Borg                        |              | Södra Åsarp, Västergötland |       | 57.561525, 13.356447 | 10172500150001 | Ladda upp en bild av detta fornminne |
| Södra Åsarp 16:1                  | Röse                        |              | Södra Åsarp, Västergötland |       | 57.564586, 13.402608 | 10172500160001 | Ladda upp en bild av detta fornminne |
| Södra Åsarp 19:1                  | Stensättning                |              | Södra Åsarp, Västergötland |       | 57.564715, 13.386540 | 10172500190001 | Ladda upp en bild av detta fornminne |
| Södra Åsarp 20:1                  | Stensättning                |              | Södra Åsarp, Västergötland |       | 57.554123, 13.375405 | 10172500200001 | Ladda upp en bild av detta fornminne |
| Södra Åsarp 20:2                  | Stensättning                |              | Södra Åsarp, Västergötland |       | 57.554050, 13.375196 | 10172500200002 | Ladda upp en bild av detta fornminne |
| Södra Åsarp 33:1                  | Röse                        |              | Södra Åsarp, Västergötland |       | 57.565716, 13.402899 | 10172500330001 | Ladda upp en bild av detta fornminne |
| Södra Åsarp 34:1                  | Stenkrets                   |              | Södra Åsarp, Västergötland |       | 57.544889, 13.361253 | 10172500340001 | Ladda upp en bild av detta fornminne |
| Södra Åsarp 34:2                  | Stenkrets                   |              | Södra Åsarp, Västergötland |       | 57.544705, 13.361105 | 10172500340002 | Ladda upp en bild av detta fornminne |
| Södra Åsarp 34:3                  | Stensättning                |              | Södra Åsarp, Västergötland |       | 57.544981, 13.361594 | 10172500340003 | Ladda upp en bild av detta fornminne |

## Tranemo
Se Lista över fornlämningar i Tranemo kommun (Tranemo)

## Ölsremma
| Namn          | Lämningstyp  | Tillkomsttid | Historisk indelning     | Plats | Läge                 | ID-nr          | Bild                                 |
| ------------- | ------------ | ------------ | ----------------------- | ----- | -------------------- | -------------- | ------------------------------------ |
| Ölsremma 2:1  | Röse         |              | Ölsremma, Västergötland |       | 57.610801, 13.636051 | 10183500020001 | Ladda upp en bild av detta fornminne |
| Ölsremma 3:1  | Gravfält     |              | Ölsremma, Västergötland |       | 57.606912, 13.650378 | 10183500030001 | Ladda upp en bild av detta fornminne |
| Ölsremma 5:1  | Gravfält     |              | Ölsremma, Västergötland |       | 57.602886, 13.631412 | 10183500050001 | Ladda upp en bild av detta fornminne |
| Ölsremma 6:1  | Röse         |              | Ölsremma, Västergötland |       | 57.601653, 13.630372 | 10183500060001 | Ladda upp en bild av detta fornminne |
| Ölsremma 7:1  | Röse         |              | Ölsremma, Västergötland |       | 57.600324, 13.626238 | 10183500070001 | Ladda upp en bild av detta fornminne |
| Ölsremma 7:2  | Stensättning |              | Ölsremma, Västergötland |       | 57.600111, 13.626047 | 10183500070002 | Ladda upp en bild av detta fornminne |
| Ölsremma 7:3  | Stenkrets    |              | Ölsremma, Västergötland |       | 57.599986, 13.625998 | 10183500070003 | Ladda upp en bild av detta fornminne |
| Ölsremma 8:1  | Gravfält     |              | Ölsremma, Västergötland |       | 57.607036, 13.644928 | 10183500080001 | Ladda upp en bild av detta fornminne |
| Ölsremma 9:1  | Röse         |              | Ölsremma, Västergötland |       | 57.615739, 13.646081 | 10183500090001 | Ladda upp en bild av detta fornminne |
| Ölsremma 10:1 | Röse         |              | Ölsremma, Västergötland |       | 57.612405, 13.637166 | 10183500100001 | Ladda upp en bild av detta fornminne |